# Amédée-François Frézier

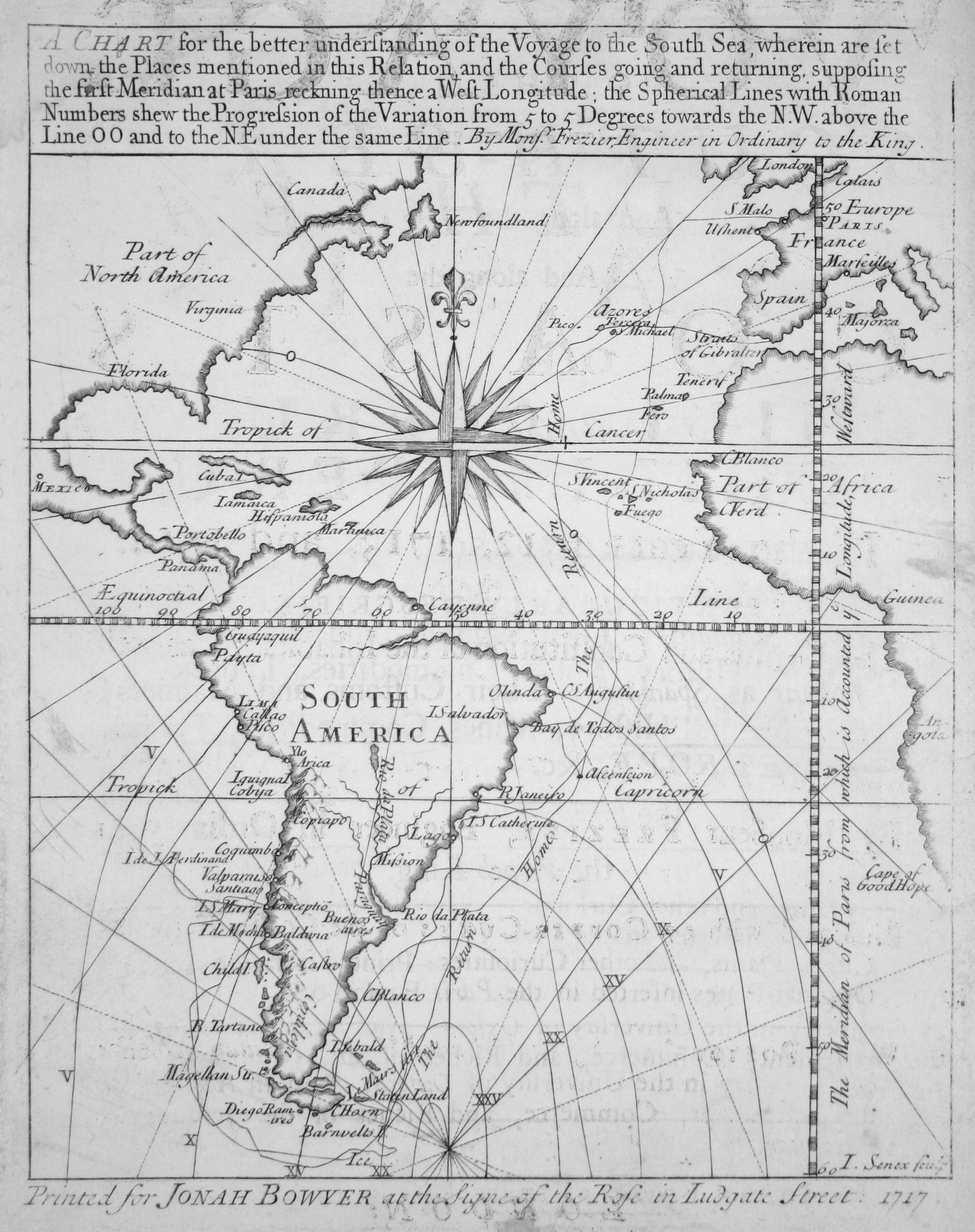
Percurso seguido na viagem à América do Sul

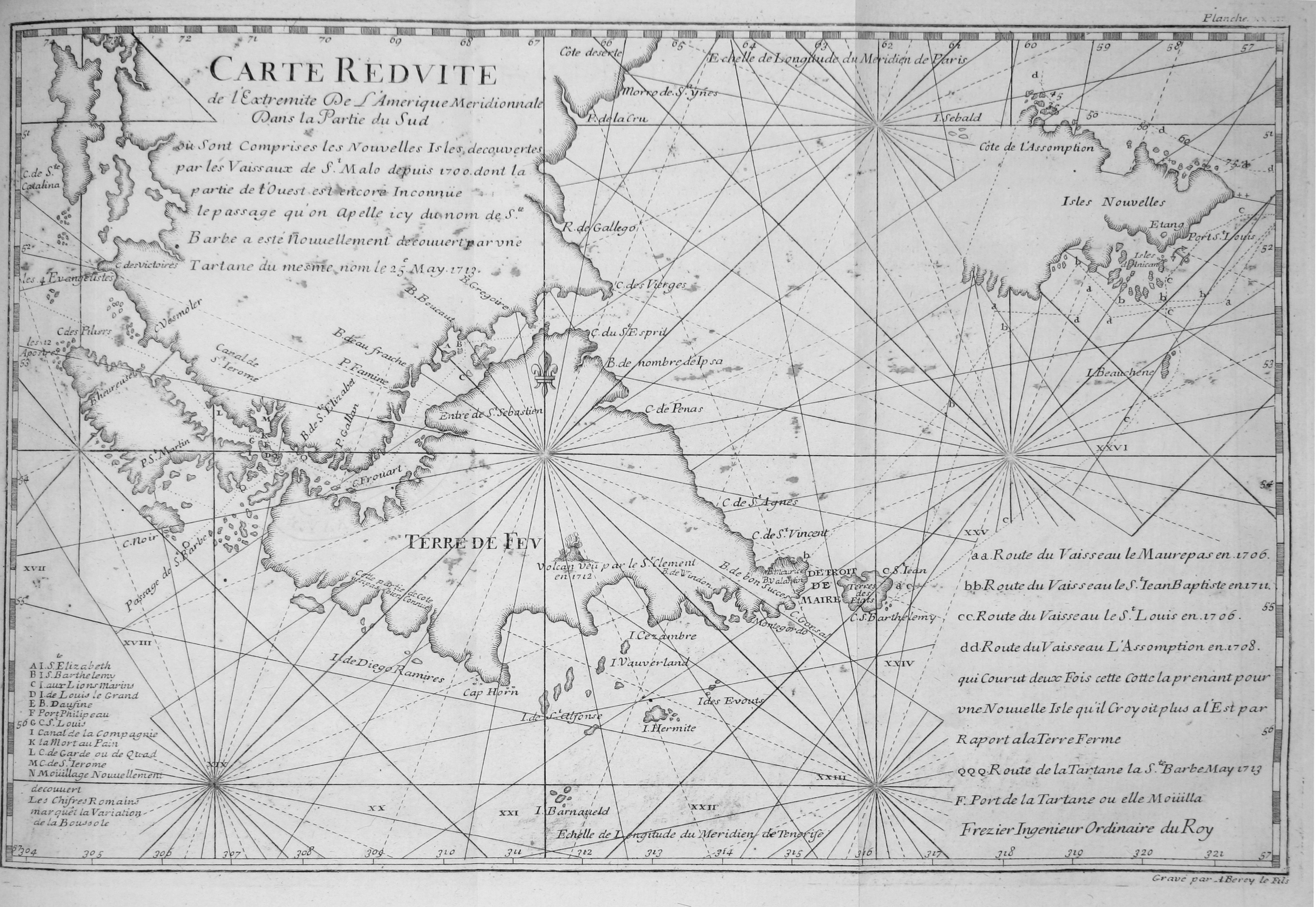
Mapa de Frézier (1717) mostrando a Terre de feu (Tierra del Fuego) e o extremo sul do continente sul-americano.

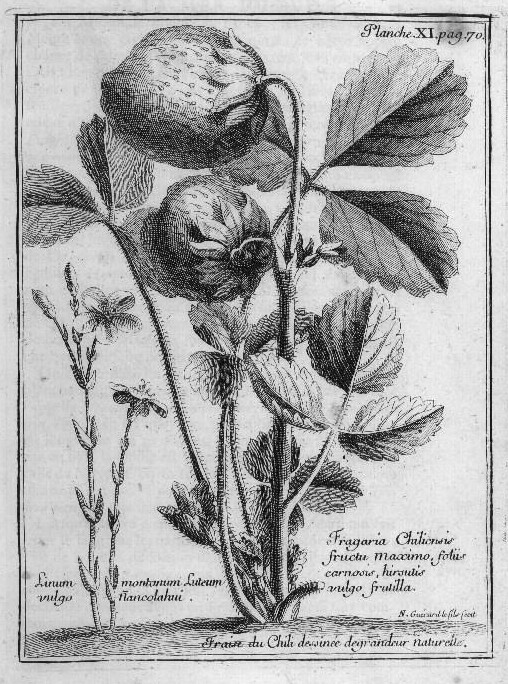
Fragaria chiloensis, o morango-branco-chileno (ilustração da obra Relation du Vvoyage de la Mer du Sud aux Côtes du Chili, du Pérou et de Brésil, Fait Pendant les Années 1712, 1713 & 1714), obra da autoria de Frézier

Amédée-François Frézier (Chambéry, 4 de julho de 1682 — Brest, 26 de outubro de 1773) foi um engenheiro militar, explorador, botânico e cartógrafo que se notabilizou pela sua obra geográfica sobre a América do Sul, especialmente a descrição das costas sul-americanas do Oceano Pacífico e das povoações e fortalezas das cidades costeiras do Chile, do Peru e do Brasil, incluindo, entre outras, a ilha de Santa Catarina, Valdivia, Lima, Concepción e São Salvador da Baía. Também ficou conhecido por introduzir na Europa a espécie Fragaria chiloensis, o morango-branco-chileno, um dos progenitores dos modernos cultivares de morangueiro híbrido.

## Biografia

### Anos formativos
Amédée-François Frézier nasceu em Chambéry, capital do Ducado da Sabóia, no ano de 1682, filho de Pierre-Louis Frézier, um distinto advogado, jurisconsulto e professor de Direito, conselheiro do Duque de Sabóia. A família, originária de Chablais, tinha ascendência escocesa, embora remota.
O pai, querendo manter a tradição familiar, pretendia que o filho o seguisse nos estudos jurídicos, razão pela qual, terminados os estudos preparatórios em Chambéry, o matriculou nos estudos de jurisprudência da Universidade de Paris. No entanto, Amédée-François resistiu a esse plano de carreira e transferiu-se para o estudo das ciências naturais, da matemática e da teologia, permanecendo na Universidade de Paris, onde teve como professores, entre outro grandes intelectuais da época, o matemático-astrónomo Philippe de la Hire e o geómetra Pierre Varignon. Terminou o curso apresentando uma dissertação intitulada Traité sur la Navigation et les éléments de l’Astronomie (Tratado sobre Navegação e os elementos da Astronomia). Aluno distinto que tinha, dizem os seus contemporâneos, uma memória excecional, adquiriu uma cultura extensa, que, com o somatório da experiência que adquiriu ao longo da sua vida de aventuras, lhe permitiria mais tarde colaborar na Encyclopédie  e ajudar o abade Prévost a escrever sua grande colectânea de relatos de viagens, a monumental Histoire générale des voyages (num total 20 vol. : 15 vol. de 1746 a 1759, seguidos de 5 volumes póstumos, saídos até 1789.
Depois de completar seus estudos científicos, Frézier viajou pela Itália, onde estudou belas-artes e arquitetura, desenvolvendo um conjunto de interesses e conhecimentos que mais tarde aplicou ao seu estudo da arquitetura militar e à descrição das fortalezas e outras estruturas de defesa. No processo adquiriu uma sólida formação arquitetónica, bem patente nas suas descrições geográficas e depois nos seus trabalhos de natureza poliorcética.
Retornou à França por volta de 1700, fixou-se em Paris onde obteve um lugar de tenente no regimento de infantaria designado por Regimento de Humières (Régiment d’Humières, redesignado em 1702 como Régiment de Charost) que se encontrava sob as ordens de Louis Joseph de Béthune-Chârost, o duque de Chârost, iniciando assim uma carreira militar que manteria até ao fim da sua vida.
O posto militar ocupado por Frézier permitiu-lhe tempo livre suficiente para se dedicar ao estudo e para investigar e escrever uma obra intitulada Traité des feux d'artifice pour le spectacle (Tratado sobre fogos de artifício para o espectáculo), publicada em 1706.
Neste tratado, com base numa cuidada pesquisa de trabalhos publicados por múltiplos autores, Frézier descreveu os usos recreativos e cerimoniais dos fogos de artifício e da pirotecnia em geral, não se focando nos usos militares. Como também incluiu instruções para a fabricação dos fogos de artifício decorativos, o livro tornou-se num texto padrão para os fabricantes de dispositivos pirotécnicos. O sucesso da obra foi tal que mereceu nova edição, revista e aumentada pelo autor, em 1747, ou seja, 41 anos após a edição original.
O sucesso do Traité des feux d'artifice pour le spectacle afirmou o seu autor como cientista, o que lhe valeu a transferência para o Corpo de Engenharia do Exército, como engenheiro militar (ingénieur ordinaire du roi), sendo colocado em Saint-Malo. Neste posto trabalho sob a direção de Siméon Garangeau, que repetidamente louvou a sua habilidade e a qualidade do seu trabalho técnico. Por este tempo estabeleceu uma relação estreita com o meio naval, aprendendo as técnicas e as expressões dos marítimos, o que lhe foi de grande utilidade nas viagens que depois empreendeu e na elaboração da sua narrativa.
O jovem oficial de engenharia voltou a destacar-se ao sugerir, de forma pioneira, substituir as pontas lisas em forma de vara usadas na cauda dos foguetes por uma empenagem, ideia que teria no século XX uma aplicação primordial em aeronáutica e na construção de foguetões e mísseis.
Durante sua estada em Saint-Malo, Frézier escreveu e enviou para o Journal de Trévoux algumas observações sobre a obra Nouveau traité de toute l'architecture (Novo tratado da toda a arquitetura) da autoria do cónego Jean-Louis de Cordemoy (1655–1714), texto mal-aceite por aquele autor e que deu origem a uma acesa e arrastada controvérsia. Essa disputa talvez esteja na origem da animosidade de Frézier (claramente patente na Relation du voyage de la mer du Sud) em relação ao obscurantismo e ao dogmatismo em geral, e à Companhia de Jesus em particular.
Durante a Guerra da Sucessão Espanhola, quando a França foi colocada em risco pelas tropas do Sacro Império Romano-Germânico comandadas por Eugène de Savoie-Carignan, o príncipe Eugène, que ameaçava marchar sobre Paris, o jovem oficial de engenharia Frézier foi um dos que sugeriu a Claude Louis Hector de Villars, o marechal de Villars, atacar os redutos que defendem a estrada para Denain, ao tempo eixo tão essencial para o abastecimento dos Imperiais (les Impériaux) que estes a designavam por «a estrada para Paris». Mais tarde, em 27 de julho de 1712, o marechal de Villars pôs essa estratégia em prática. Para tal, fingiu atacar Landrecies e, em seguida, lançou as suas tropas sobre aquelas fortificações, que foram conquistadas a golpe de baioneta, no recontro que ficou conhecido pela batalha de Denain. Nessa ação, as forças do príncipe Eugène perderam 8 000 homens e 60 bandeiras, sendo de seguida obrigadas a evacuar a Flandres, o que precipitou o fim da Guerra da Sucessão Espanhola.

### A viagem à América do Sul
Quando em 1711 se procurava um oficial capaz de ser enviado numa discreta missão de exploração aos portos da América do Sul espanhola, os superiores de Frézier, impressionados com a sua competência em astronomia e matemática e os seus conhecimentos de poliorcética, recomendaram-no para a tarefa.
Perante essa recomendação, e os seus comprovados conhecimentos em poliorcética e astronomia, Frézier foi selecionado por Michel Le Peletier de Souzy, o ministro encarregado das fortificações, para realizar aquela «viagem de exploração» nos Mares do Sul. A viagem na realidade era uma missão de espionagem, destinada a estudar as fortificações do Chile e do Peru, possessões da Coroa Espanhola na costa oeste da América do Sul de que os franceses pretendiam conhecer o estado de defesa. Frézier deveria reconhecer os portos espanhóis, e especialmente as suas fortificações, e estudar as relações comerciais e os recursos mineiros desses territórios, pois a França estava então numa crise económica que levava a Coroa a não ter escrúpulos em cobiçar as ricas colónias espanholas. O objetivo da missão de reconhecimento de Frezier para além de indagar sobre as condições gerais socioeconómicas do Chile e do Peru, dos seus meios de defesa e de estimar as forças que seriam necessárias para mantê-los protegidos de incursões estrangeiras, parece ter incluído fazer observações hidrográficas, corrigir cartas existentes e fazer planos exatos dos portos e fortalezas mais importantes existentes ao longo da costa.
A viagem destinava-se a complementar outra missão similar, também suportada pela coroa francesa, que fora iniciada no ano anterior pelo padre minorista e astrónomo Louis Feuillée, especialista em história natural, e em particular em botânica, devendo agora a nova expedição focar-se sobretudo no estudo das fortificações e do estado de defesa das colónias espanholas e das forças de defesa de que os seus governadores poderiam dispor. A decisão final sobre a sua realização ocorreu pouco tempo após o regresso de Louis Feuillée da América do Sul espanhola, já que este chegara a Brest a 27 de agosto de 1711, vindo do Peru.
Frézier, então com 37 anos e tenente-coronel de engenharia, foi colocado em licença e desligado do serviço ativo (de acordo com o princípio dos serviços secretos que querem estar prontos para não reconhecer um dos seus em caso de complicações). Embarcou em Saint-Malo, em 23 de novembro de 1711, no Saint-Joseph, um navio mercante de 350 toneladas de arqueação, armado com 36 peças e embarcando 135 homens, sob as ordens do capitão Duchêne Battas. A escolha de um navio mercante, e não de um navio de guerra, demonstra a discrição com que se pretendia realizar a missão. As tempestades de inverno impediram a continuação da viagem e forçaram a embarcação, um mês depois, a voltar ao porto de partida. O St. Joseph partiu novamente a 7 de janeiro de 1712, numa viagem que duraria cerca de cinco meses, pois chegou a Concepción, Chile, em 16 de junho de 1712, após dobrar o Cabo Horn. O navio foi inicialmente acompanhado por uma embarcação menor, o Marie, que transportava vitualhas destinadas a reabastecer o Saint-Joseph.
Acompanhado pelo Marie, o Saint-Joseph depois de nos primeiros dias de fevereiro passar à vista das ilhas de La Palma e El Hierro, nas Canárias, a 15 de fevereiro estava à vista das ilhas de Barlavento do arquipélago de Cabo Verde, passando ao largo das ilhas de São Nicolau e de Santa Luzia. A 16 de fevereiro o navio fundeou na baía do Porto Grande, litoral da atual cidade do Mindelo, na costa oeste da ilha de São Vicente, ao tempo um local esparsamente povoado, onde só existiam algumas cabanas, abandonadas pelos seus habitantes à vista do navio que tomaram por um negreiro. Fez o levantamento daquela baía, cuja carta incluiu na sua obra, e elaborou uma descrição dos peixes que ali se pescam e da vegetação da ilha. A 18 de fevereiro, depois de passar à vista da ilha do Fogo, a embarcação rumou em direcção às costas do Brasil.
Depois de terem tentado visitar as ilhas da Ascensão e Trindade, sem contudo as conseguirem encontrar, a 31 de março de 1712 avistaram a ilha das Galés, no litoral sul do Brasil, e logo depois o norte da ilha de Santa Catarina. Fundearam na ilha de Santa Catarina a 1 de abril, numa escala que duraria até 9 de abril e durante a qual Frézier fez um estudo para a carta da ilha, que foi incluída na obra que relata a viagem, e recolheu a informação que lhe permitiu nela descrever o estado em que viviam os 147 habitantes brancos que então ali viviam. A 12 de abril a expedição partiu em direção ao sul, procurando atingir a região do Cabo Horn ainda durante o período estival naquelas latitudes.
Sempre acompanhado pelo Marie, a 6 de março o Saint-Joseph avistou o Cabo del Espíritu Santo, na costa da Patagónia, e no dia seguinte avistaram a Terra do Fogo, entrando no Estreito de Le Maire, que reconheceram e de que Frézier traçou uma carta. Ao largo da ilha dos Estados ocorreu a bordo um incidente, que Frézier denomina «um meteoro novo», que aparenta ser o avistamento de um raio globular. O Saint-Joseph, que entretanto perdera de vista o Marie, dobrou o Cabo Horn, afastando-se algumas léguas para sul, e a 3 de junho avistaram terra junto à entrada do Chiloé e entrou no porto de Valdivia (ao tempo em português e francês Baldivia), cuja carta Frézier traçou. Após a paragem em Valdivia, o navio rumou para o norte e chegou a 18 de junho de 1712 à baía de Concepción, no Chile, onde reencontrou o Marie. Fréxzier abandonou aqui o navio, que voltou para a França.
Desembarcado em Concepción, iniciou os seus contactos e os trabalhos de reconhecimento das colónias espanholas na região. No final de setembro de 1712 partiu para Valparaíso, onde permaneceu oito meses, e foi visitar Santiago e as regiões circunvizinhas. Em maio de 1713, Frézier partiu para o norte do Chile, de onde prosseguiu para uma visita a La Serena e à costa de Copiapó, seguindo até Callao, o porto de Lima, que visitou, assim como muitas outras localidades do litoral do Peru. Voltou para Concepción, cidade onde permaneceu de novembro de 1713 a fevereiro de 1714.
Durante a sua estadia na América do Sul, fazendo-se passar por um comerciante ou capitão mercante, pôde visitar as fortificações como um simples turista. Para além disso, Frézier soube insinuar-se junto dos governadores espanhóis e, baseado em Concepción, recolheu informações que lhe permitiu traçar mapas detalhados dos portos, mostrando as melhores abordagens de ataque, os locais onde as munições eram armazenadas e as rotas de fuga. Também elaborou bem fundadas estimativas da força militar de cada um dos governos coloniais espanhóis, o estado socioeconómico dos povos nativos dessas colónias e examinou as minas de ouro e prata que os espanhóis ali exploravam. Também se informou sobre a atividade da Igreja Católica, a geografia física e a flora e fauna da área, bem como dos seus produtos produtos agrícolas.
Entre as observações sobre as culturas agrícolas no Chile e Peru merece destaque o reconhecimento da espécie de morangueiro que ele posteriormente introduziria na Europa. Sobre o morango-da-praia (ou morango-branco-chileno), Frézier escreveu: Ali cultivam campos inteiros de um tipo de morango que se diferencia do nosso pelas suas folhas mais arredondadas, mais carnudas e com estolhos mais fortes. Os seus frutos costumam ser do tamanho de uma noz inteira, e às vezes de um pequeno ovo. São de cor vermelho-esbranquiçada e um pouco menos delicados ao sabor do que os nossos morangos da floresta. Frézier coletou alguns espécimes em Penco (Chile) que levou para França (pulverizando-as diariamente com água doce). Chegaram a França cinco plantas, que serviram para introduzir na Europa a nova espécie de morango, que ficaria conhecida como morango-branco-chileno (Fragaria chiloensis), com os seus grandes frutos esbranquiçados bem diferentes dos morangos silvestres conhecidos na Europa. A espécie foi depois hibridada com morangueiros europeus e norte-americanos dando origem à generalidade dos cultivares de morangueiro que presentemente estão em uso comercial (Fragaria × ananassa).
Frézier deixou Concepción em 19 de fevereiro de 1714, a bordo de um navio mercante marselhês, o La Mariane, comandado pelo capitão Pisson. Depois de se ter afastado para sul, onde encontrou uma banquisa de gelos flutuantes, que descreve, rumou para norte, e dobrou novamente o Cabo Horn. A 8 de abril de 1714 o navio estava à vista da ilha de Ascensão, onde fundeou. Partindo de Ascensão a 9 de abril em direção às costas do Brasil, avistaram terra a 20 daquele mês. depois de terem bordejado o litoral brasileiro, entrando a 26 de abril na Baía de Todos os Santos, fundeando no porto de São Salvador da Bahia. Aproveitou a estadia nem São salvador para descrever minuciosamente a cidade e o seu porto, bem como os hábitos dos seus habitantes, especialmente as questões ligadas ao esclavagismo, à abundância de religiosos e à forma como os colonos portugueses ali se relacionavam com os negros e índios. Partiram da Baía a 7 de maio em direção à Europa.
No dia 10 de julho avistaram a montanha do Pico, nos Açores, tendo, depois de avistada a ilha de São Miguel, decidido fazer escala em Angra (na ilha Terceira), onde fundearam a 14 de julho. A escala em Angra permitiu a Frézier levantar a carta do porto e da cidade e obter as informações que usou para descrever a ilha e os seus recursos, bem como as defesas da cidade. O Mariane partiu de Angra a 18 de Julho e chegou Marselha a 17 de agosto daquele ano de 1714.
A viagem de Frézier durou na sua totalidade 2 anos e 7 meses. Durante a sua permanência em terras sul-americanas compilou informação sobre a situação e os costumes das cidades, a localização e estrutura dos fortes, o desempenho e a exploração mineira e a natureza das produções vegetais. Como visitou apenas cidades costeiras, o seu testemunho costuma ser tendencioso. Foi a primeira pessoa a chamar atenção sobre os depósitos de guano no Chile.
Após o seu regresso a Paris, foi permitido a Frézier apresentar os seus mapas a Luís XIV, que lhe concedeu um prémio de 1 000 écus, pagos pelo tesouro real. Dedicou-se no ano imediato à redação de um relato pormenorizado das observações feitas na viagem à América do Sul, o qual foi publicado em Paris no ano de 1716 com o título de Relation du voyage de la mer du Sud aux côtes du Chili, du Pérou et de Brésil, fait pendant les années 1712, 1713 & 1714. Todas essas informações foram consideradas tão valiosas que foram imediatamente traduzidas para outras línguas europeias importantes após sua primeira aparição em francês. Foi publicada em Inglaterra em 1717 com o título de A Voyage to the South-Sea, And along the Coasts of Chili and Peru, In the Years 1712, 1713, and 1714, incluindo um suplemento da autoria de Edmund Halley. Uma tradução neerlandesa aparece a público em Amsterdam em 1718 e uma tradição em alemão foi dada a público em Hamburgo no ano de 1718.
A obra de Frézier apresenta diversas discordâncias em relação às observações do padre Louis Feuillée publicadas no Journal des observations physiques, mathématiques, et botaniques (Paris, 1714), especialmente quanto à determinação das latitudes e longitudes da costa sul-americana e dos principais portos do Chile e do Peru. Frézier na verdade apontou vários erros na Relação de Feuillée, o que levou a uma disputa acirrada entre os dois viajantes.
Uma nova edição da obra de Frézier, corrigida e aumentada, publicada em Paris no ano de 1832, inclui trabalhos adicionais, entre os quais uma Réponse au P. Feuillée até então não incluída na obra. Frézier também publicou em 1755 uma Lettre concernant l'histoire des tremblements de terre de Lima (Carta sobre a história dos terramotos em Lima).
Terminada a publicação do seu relatório de viagem, o inspector-geral das fortificações, Claude François Bidal d'Asfeld, o marquês de Asfeld, a solicitação de Siméon Garangeau, engenheiro-chefe na Bretanha, enviou Frézier de volta para Saint Malo onde ficou encarregado, durante três campanhas, de assegurar a administração das obras do Château du Taureau, perto de Morlaix.

### A estadia nas Antilhas
Em 1719, promovido a engenheiro-chefe, Frézier regressou ao Novo Mundo como comandante de uma missão destinada a reforçar a fortificação da ilha de Hispaniola (Santo Domingo), inicialmente prevista para ter a duração de dois anos. Recorrendo ao seu sentido de exploração geográfica, aproveitou a sua estadia naquela região para elaborar um mapa da ilha e um plano da cidade de Santo Domingo, bem como um roteiro das costas e portos da ilha.
Em 1721 elaborou um plano para a urbanização da cidade de Saint-Louis, hoje parte do Haiti, incluindo obras cuja execução lhe foram confiadas. Também traçou, para além dos planos para a cidade de Saint-Louis, o projeto de vários fortes para a defesa costeira da ilha.
O gosto de Frézie pela hidrografia levou-o a traçar um detalhado mapa das costas acidentadas da ilha de Hispaniola, uma carta que durante muito tempo foi considerada a melhor para a navegação em torno daquela ilha. Em 1724 e 1725, a pedido do conde Desnos de Champmeslin, tenente-general dos exércitos navais, que fora enviado em 1724 a Hispaniola por ocasião de alguns distúrbios que surgiram naquela colónia. Aquele oficial-general trazia uma ordem especial para verificar as informações que M. Buttet, tenente da marinha, tinha enviado ao Ministro da Marinha sobre uma passagem, designada por Krooked, que os navios britânicos utilizavam para sair do mar das Caraíbas. Frézier foi então encarregado de fazer o reconhecimento daquele canal, hoje conhecido por  Crooked Island Passage, e anotou com precisão os fundos do canal Krooked, que passou a ser a passagem marítima tomada pelos navios que partiam de Léogâne ou Petit-Goâve para a França.
Enviado numa missão que inicialmente estava previsto durar apenas dois anos, e apesar de sofrer de malária e de ter pedido repetidamente para regressar a França, acabou por permanecer sete anos na ilha, então um dos territórios mais ricos do domínio colonial francês. O seu trabalho como engenheiro militar e hidrógrafo ajudou de forma decisiva a estabelecer as defesas daquela colónia francesa. Só partiu para a Europa a 22 de dezembro de 1725, numa viagem a bordo do Saint-François, navio de Rochefort, que saiu da ilha utilizando a passagem da ilha Crooked que Frézier mapeara.
No seu regresso, foi nomeado membro honorário da Real Academia de Marinha da França (Académie de Marine) e em 1728 recebeu a cruz da Ordem de São Luís pelos serviços prestados nas Caraíbas.

### Carreira como arquiteto militar

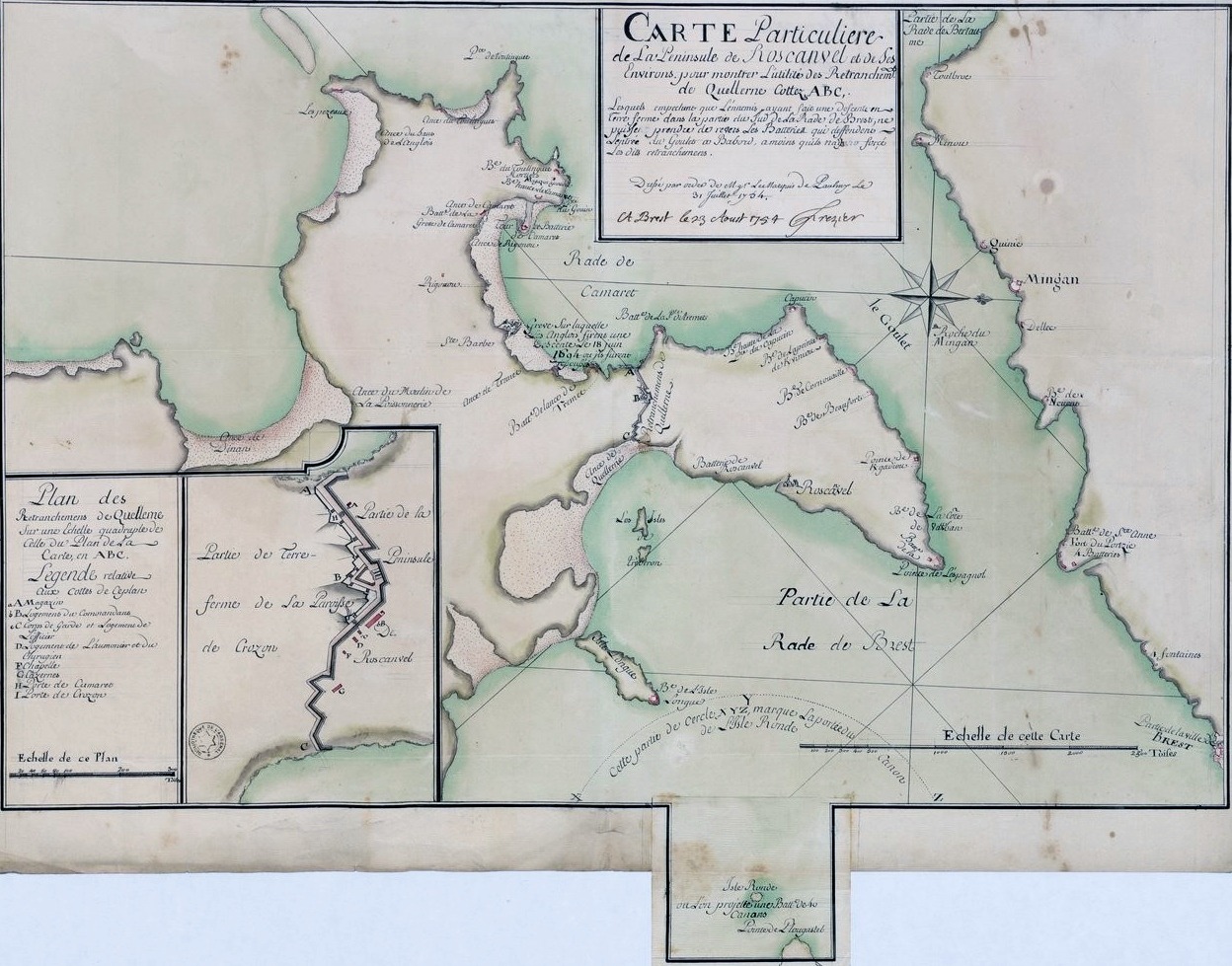
Carta da península de Roscanvel datada de 1754 (da autoria de Amédée-François Frézier).

Regressado das Caraíbas, Frézier foi enviado para Philippsburg, e depois para Landau com o objetivo de reformular as estruturas de defesa. Em Landau in der Pfalz, cidade do Palatinado Renano que pertenceu à França de 1680 a 1815, onde permaneceu de 1728 a 1739, Frézier traçou os planos para o hospital militar que então estava em construção e acrescentou 26 novas fortificações às obras que Sébastien Le Prestre de Vauban dirigira naquela região.
Usando a experiência obtida na direção da fortificação de Hispaniola e depois de Philippsburg e Landau, durante a sua estadia no Palatinato escreveu o seu monumental tratado em três volumes intitulado La Théorie et la Pratique de la Coupe des Pierres et des Bois pour la Construction des Voûtes et autre Parties des Bâtimens Civils & Militaires, ou Traité de Stéréotomie à l'Usage de l'Architecture, publicado em Paris no ano de 1739. (A teoria e a prática do corte de pedras e madeira para a construção de abóbadas e outras partes de edifícios civis e militares, ou tratar estereotomia em uso arquitetónico). Como inicialmente publicada, a obra era extremamente complexa e especializada, apresentando inúmeros erros de composição que Frézier não teve tempo de corrigir antes da impressão. Em consequência teve que adicionar um capítulo de Errata em que exortava aqueles que criticavam seu trabalho a começarem lendo este capítulo primeiro, e «não cometer o erro do homem que se concentraria mais em examinar o vaso em vez de provar o licor que ele contém. Também foi acusado de abusar de neologismos, por vezes demasiado ousados, como tomotecnia (a técnica de corte), tomomorfia (as formas dos cortes) e gonografia (a descrição dos ângulos).
Talvez em consequência dessas críticas, a obra foi posteriormente simplificada e condensada pelo seu autor, tendo nova edição em 1760, com o novo título de Élémens de stéréotomie, à l'usage de l'architecture, pour la coupe des pierres (Elementos de estereotomia para o uso da arquitetura para o corte das pedras). Nesta obra, em que Frézier aplica as teorias da arquitetura à engenharia prática, inclui um inovador tratamento da estereotomia que levou a que a obra fosse escolhida como o texto padrão sobre o corte de pedra, delineando os princípios de geometria tridimensional. Nela, Frézier ilustra as intersecções complexas entre formas tridimensionais, como as esferas e os cones. Nela também examina problemas reais de construção e analisa estruturas complexas de arcaria.
Durante a sua estada em Landau, Frézier publicou também, em 1738, uma Dissertation historique et critique sur les ordres d'architecture (Dissertação histórica e crítica sobre as ordens de arquitectura).
Em 1739 foi promovido a capitão e nomeado diretor das fortificações da Bretanha, região onde casou, fixando residência em Brest. Naquela região, sob a sua direção foram realizadas importantes obras em Nantes, Port-Louis, Concarneau, Morlaix, Saint-Malo e Brest. Durante a fusão dos departamentos de Guerra e Marinha, que se manteve de 1743 a 1746, teve sob as suas ordens Antoine Choquet de Lindu, diretor das obras do porto de Brest. Uma das suas obras mais notáveis foi a conclusão do castelo do Taureau, na baía de Morlaix (1741-1745).
Em Brest, onde residiu após a sua nomeação, com quase 60 anos, para o cargo de diretor das Fortificações da Bretanha, cargo que ocupou durante 24 anos, Frézier elaborou projetos de desenvolvimento urbano (estradas, fontes, urbanizações, ruas), e especialmente trabalhou na reorganização da Igreja de Saint-Louis. Siméon Garangeau havia traçado os planos para aquele templo em 1688, mas a obra foi bloqueada por ação da Companhia de Jesus que se considerava proprietária da igreja. Quando o trabalho pôde ser retomado, em 1742, os planos de Garangeau foram aplicados, mas Frézier conseguiu fazer o dossel do altar-mor de acordo com o seu próprio gosto estético. Colocou o baldaquino no meio do coro e usou para o sustentar quatro soberbas colunas monolíticas de mármore cipolino com veios concêntricos, desenhando como que uma cebola cortada, que haviam sido trazidos das ruínas de Leptis Magna. Luís XIV recebera muitos destes mármores provenientes da Líbia em 1689, na época de seu máximo esplendor, mas quatro monólitos haviam sido esquecidos, não sendo usados em Versalhes, tendo Bigot de la Mothe, ao tempo intendente-de-marinha em Brest, conseguido a sua transferência para a obra. Concluído em 1758, o baldaquino da igreja de Saint-Louis constitui a obra de arquitetura da maturidade de Frézier, que tinha 76 anos em 1758. A obra foi muito elogiada pelos contemporâneos tanto pelo seu aparato quanto pela sua estética. Os bombardeamentos sofridos pela cidade durante a Segunda Guerra Mundial destruíram a igreja de Saint-Louis, provocando a perda da obra. Em Brest, Frézier foi também o autor dos planos para a igreja de Saint-Sauveur, uma igreja de estilo jesuíta construída no bairro de Recouvrance.
A longo da sua vida também revelou um pendor para os escritos de pendor polemista, tendo mantido, entre outras polémicas, uma acesa e dura contenda científica com o fitologista e explorador Louis Éconches Feuillée, que o precedera na exploração das costas da América do Sul.
Foi eleito membro da Academia Real das Ciências da França (a Académie des Sciences) em 1752. Em 1764, retirou-se do serviço ativo, mas manteve interesse em vários assuntos, incluindo a dessalinização da água do mar, a arquitetura militar, a navegação e o estudo de métodos de aproximação dos navios às ilhas Lucaias (as presentes Bahamas). Diz-se que lia pelo menos seis horas por dia, especialmente livros sobre viagens e história.

## Publicações
Amédée-François Frézier é autor, entre outras, das seguintes publicações:
- Traité des feux d'artifice pour le spectacle .
- Relation du voyage de la mer du Sud aux côtes du Chili, du Pérou et de Brésil, fait pendant les années 1712, 1713 & 1714. Ouvrage enrichi de quantité de planches en taille-douce (1716) Paris, chez Jean-Geoffroy Nyon, Étienne Ganneau et Jacques Quillau (en ligne chez e-rara – ETH Zurich). Transcription du troisième partie, qui contient le retour de la Mer du Sud en France, mis en ligne par l'équipe Histoire et Société de l'Amérique latine / ALEPH 1996 : ).
- La Théorie et la Pratique de la Coupe des Pierres et des Bois, pour la Construction de Voutes et autres Parties des Bâtiments Civils & Militaires, ou Traité de Stereotomie a l'Usage de l'Architecture (1737–1739), impr. Doulsseker pour L.H. Guérin, Paris (vol. 1, vol. 2, vol. 3 chez les bibliothèques de l'Université de Strasbourg).
  - Nouvelle edition corrigée & augmentée (1754–1769), Jombert, Paris (3 vol. et planches chez e-rara – ETH Zurich).
- Traité des feux d’artifice pour le spectacle (1747), Paris, impr. Nyon.
- Elémens de stéréotomie : à l'usage de l'architecture pour la coupe des pierres (1760), Jombert, Paris (2 vol. chez e-rara – ETH Zurich)
- Dissertation historique et critique sur les ordres d'architecture ; extraite du Traité de Stéréotomie du même Auteur. Nouvelle édition, corrigée & augmentée de quelques notes (1769), Jombert, Paris (ed. digital, UB Heidelberg).
- Réflexions lues à l'Académie le 12 octobre 1753 sur divers ouvrages qui traitent de la beauté réelle et constante dans les édifices et de ce qui peut les constituer (mémoire inséré dans le Mercure du mois de juillet 1754).
- Examen avec M de Courcelles d un mémoire concernant la purification des eaux troubles ou malsaines afin de rendre potables celles qui ne le sont pas même l'eau de mer
- Lettre à MDLR concernant les observations de M. Leblanc sur l'architecture des églises anciennes et modernes inserta no Mercure de France de 1734.
- Dissertation historique et critique sur les ordres d'architecture, Strasbourg, 1738 (in 4º de 68 pp. com 2.ª edição em Paris 1769).
- Réponse aux observations de M Walter auteur du voyage autour du Monde no Le Mercure de France de janeiro de 1750.
- Lettre concernant l histoire des tremblements de terre de Lima no Le journal de Verdun de novembro de 1752.

## Galeria

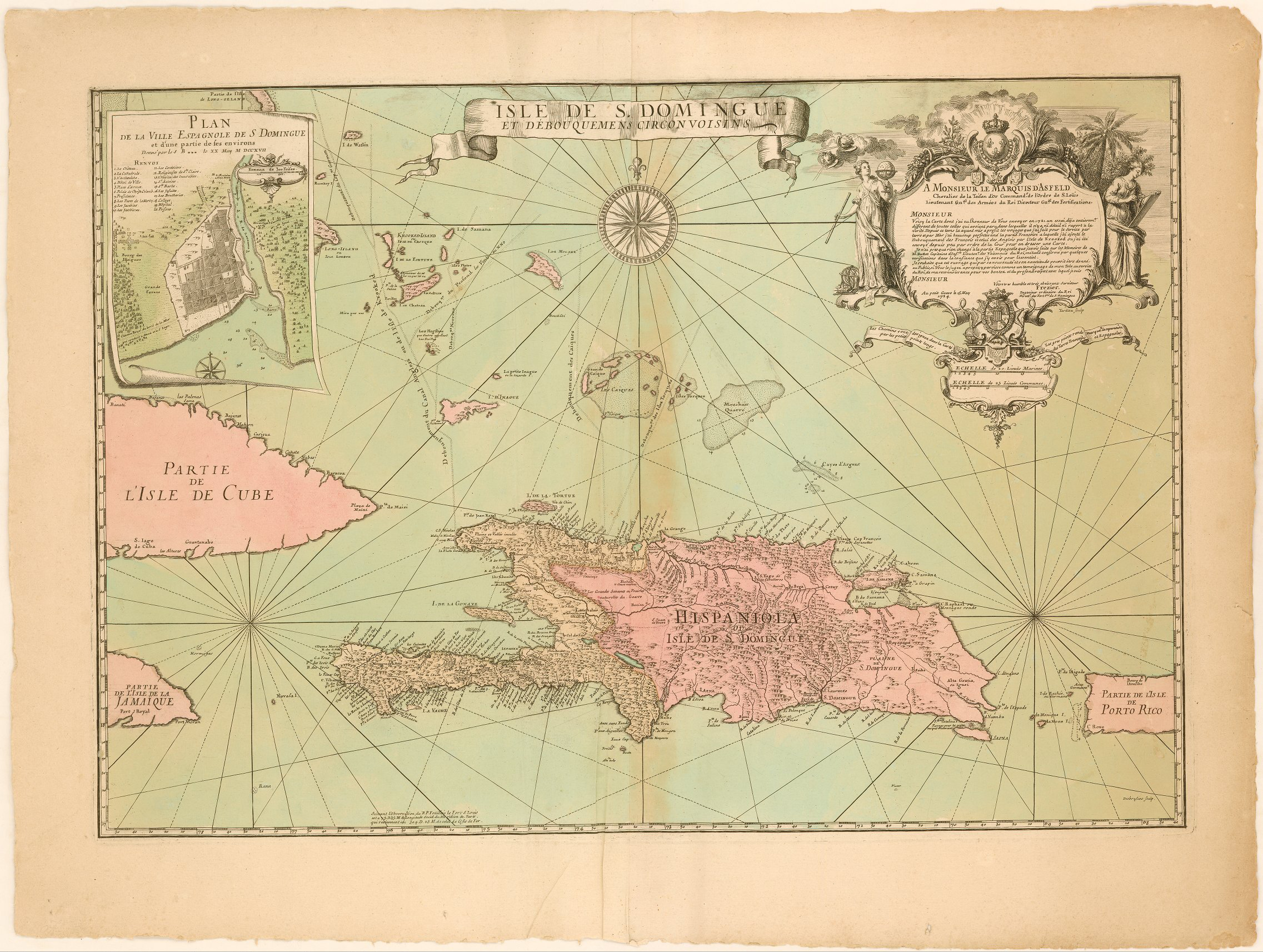
Hispaniola (1724)
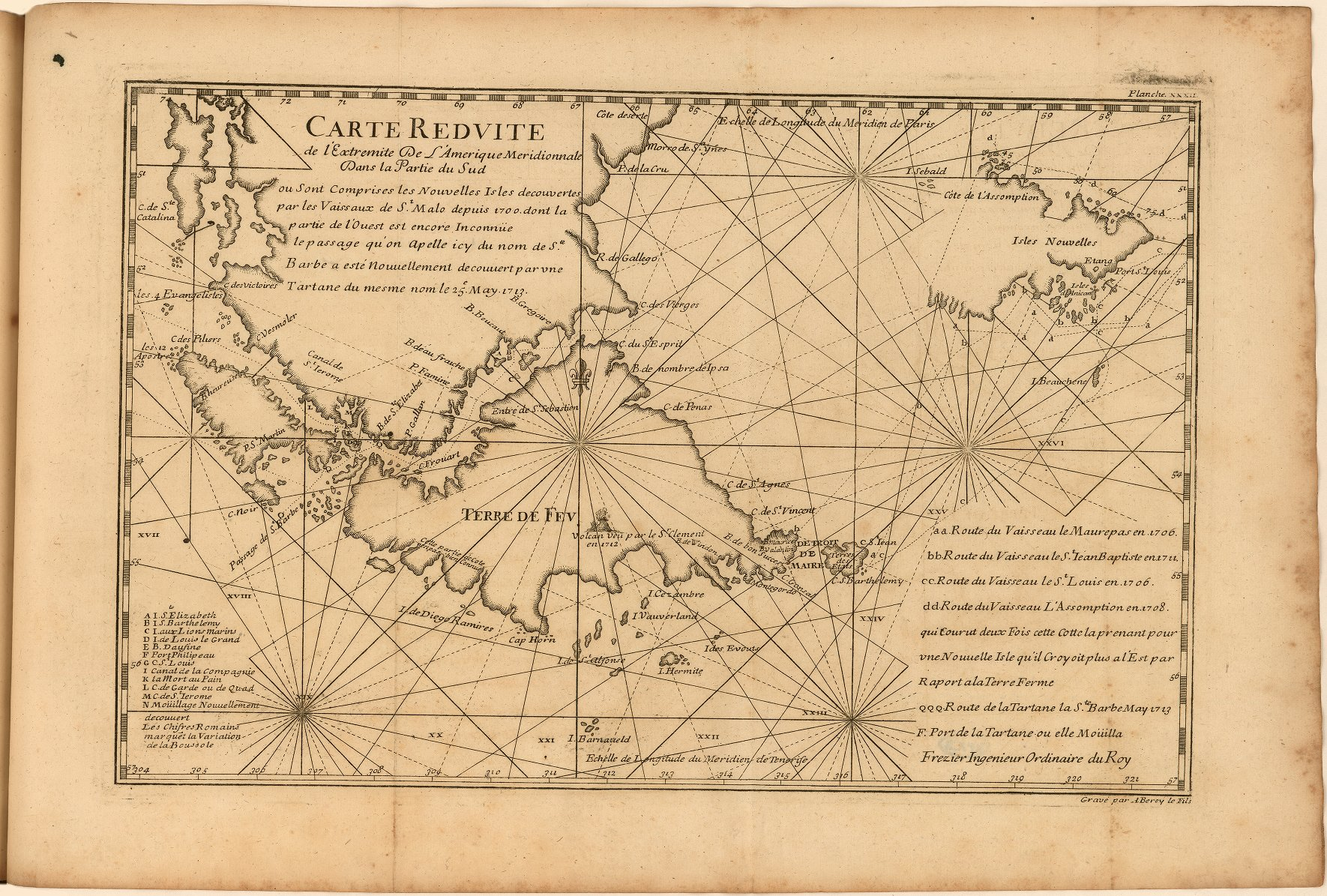
Estreito de Magalhães (1717)
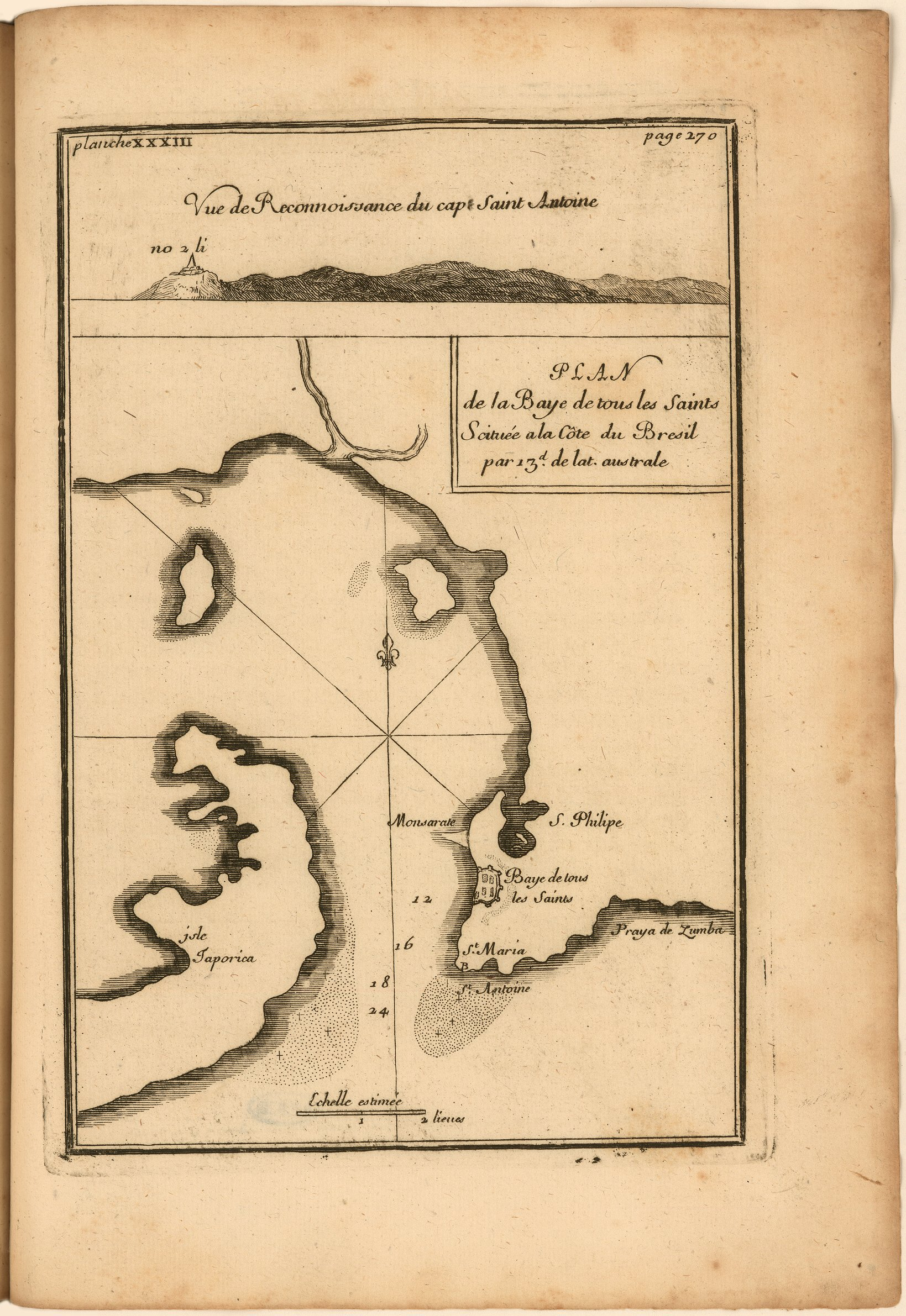
Baía de Todos os Santos, Brasil (1717)
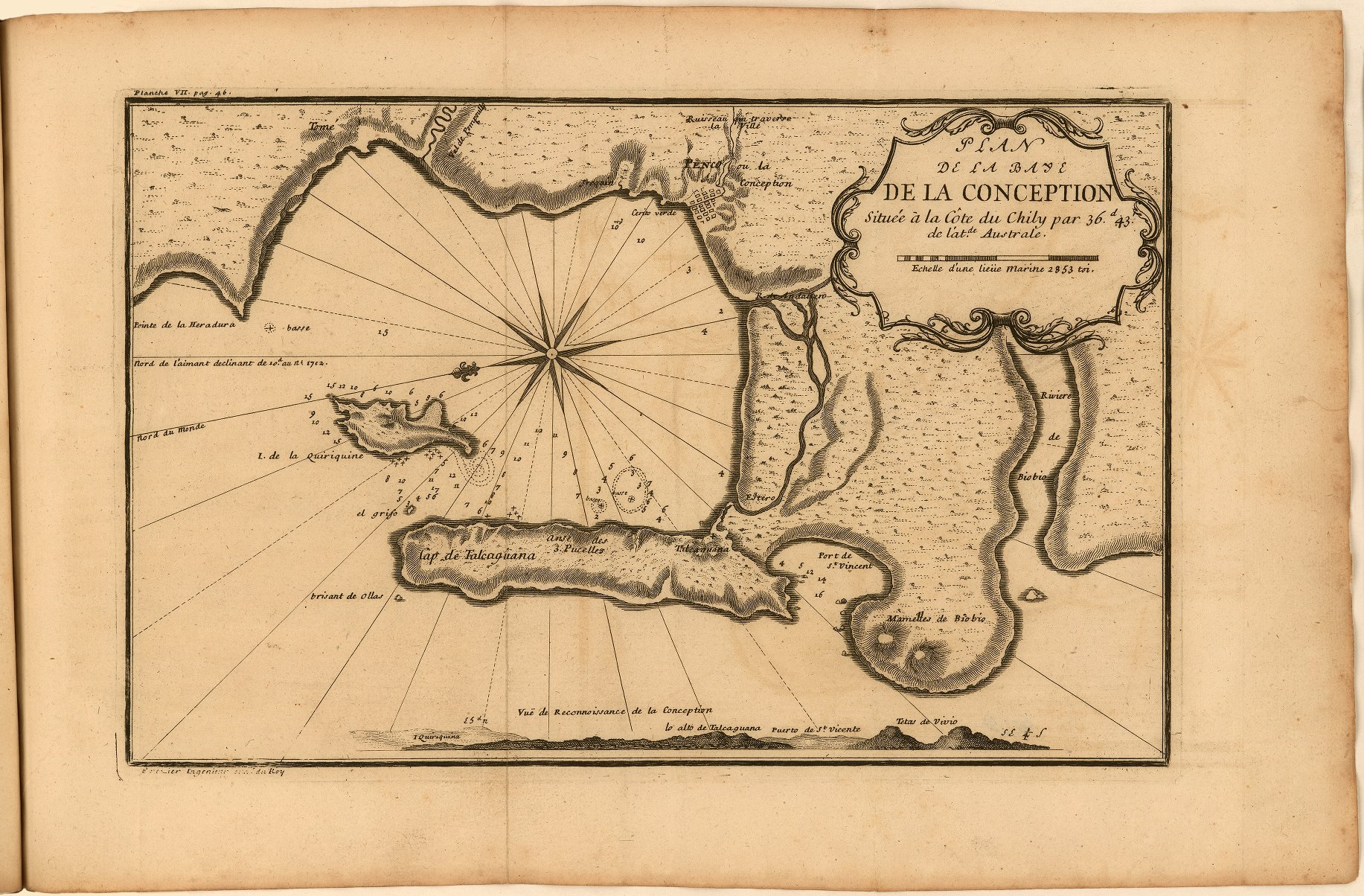
Concepción, Chile (1717)
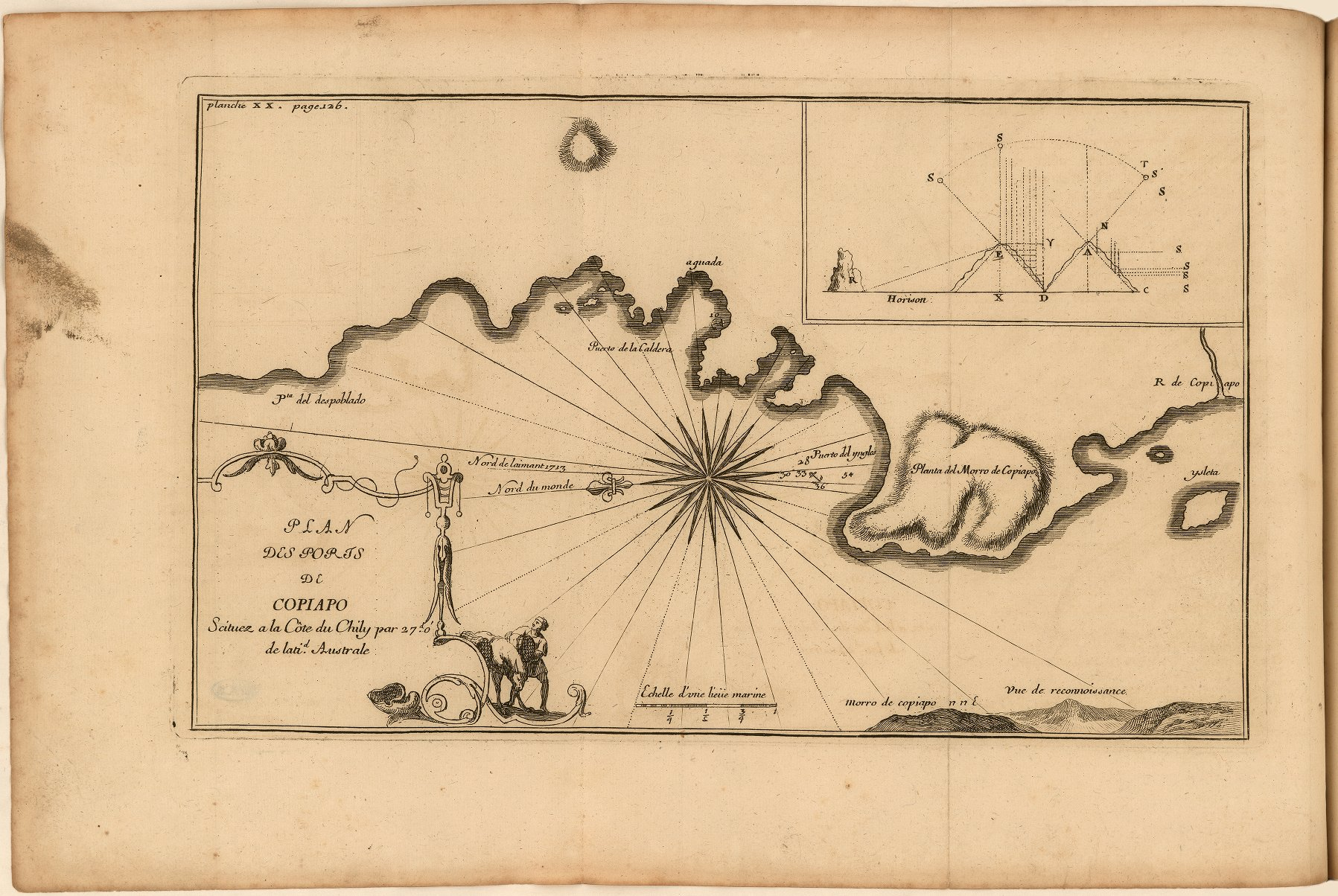
Copiapó, Chile (1717)
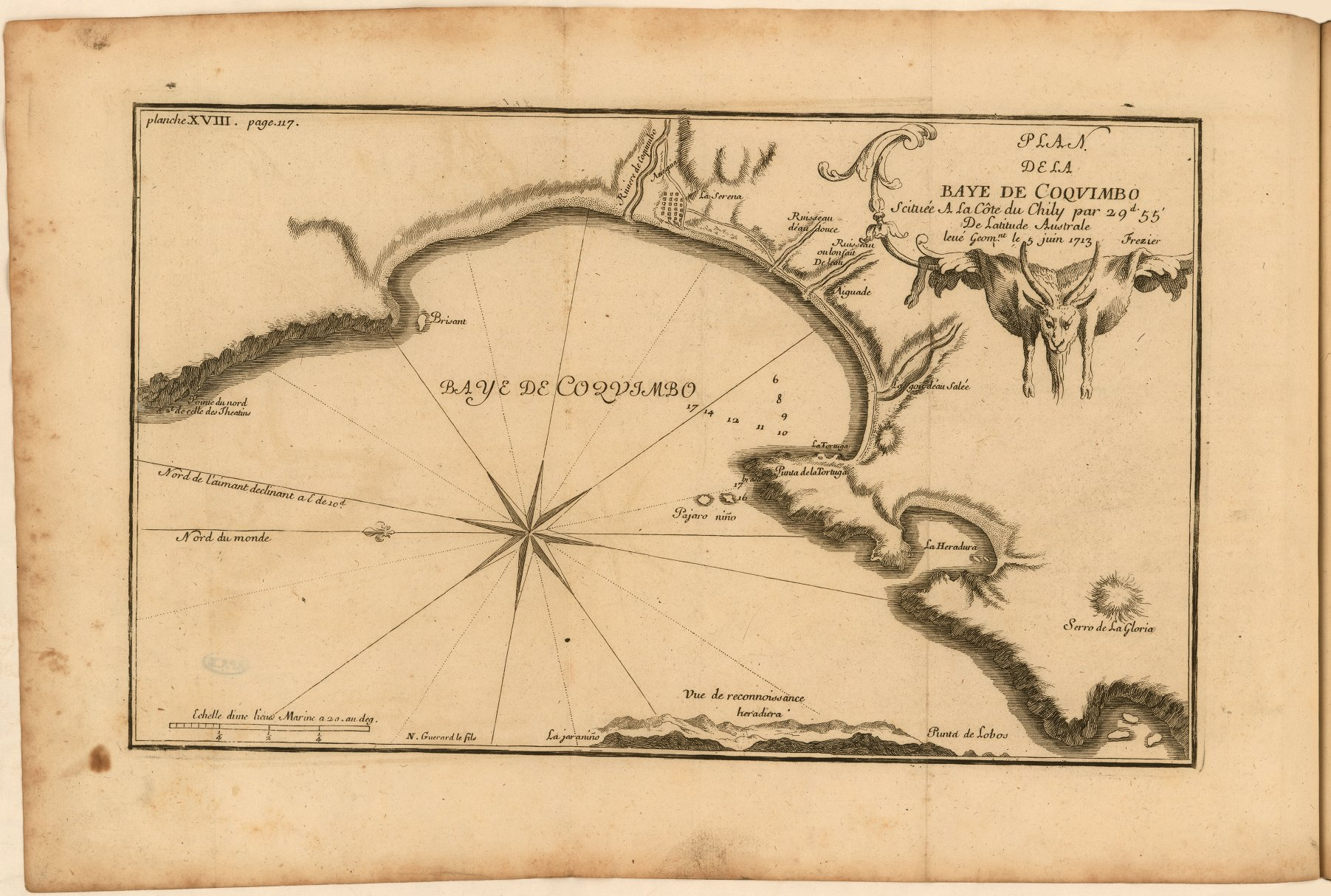
Coquimbo, Chile (1717)
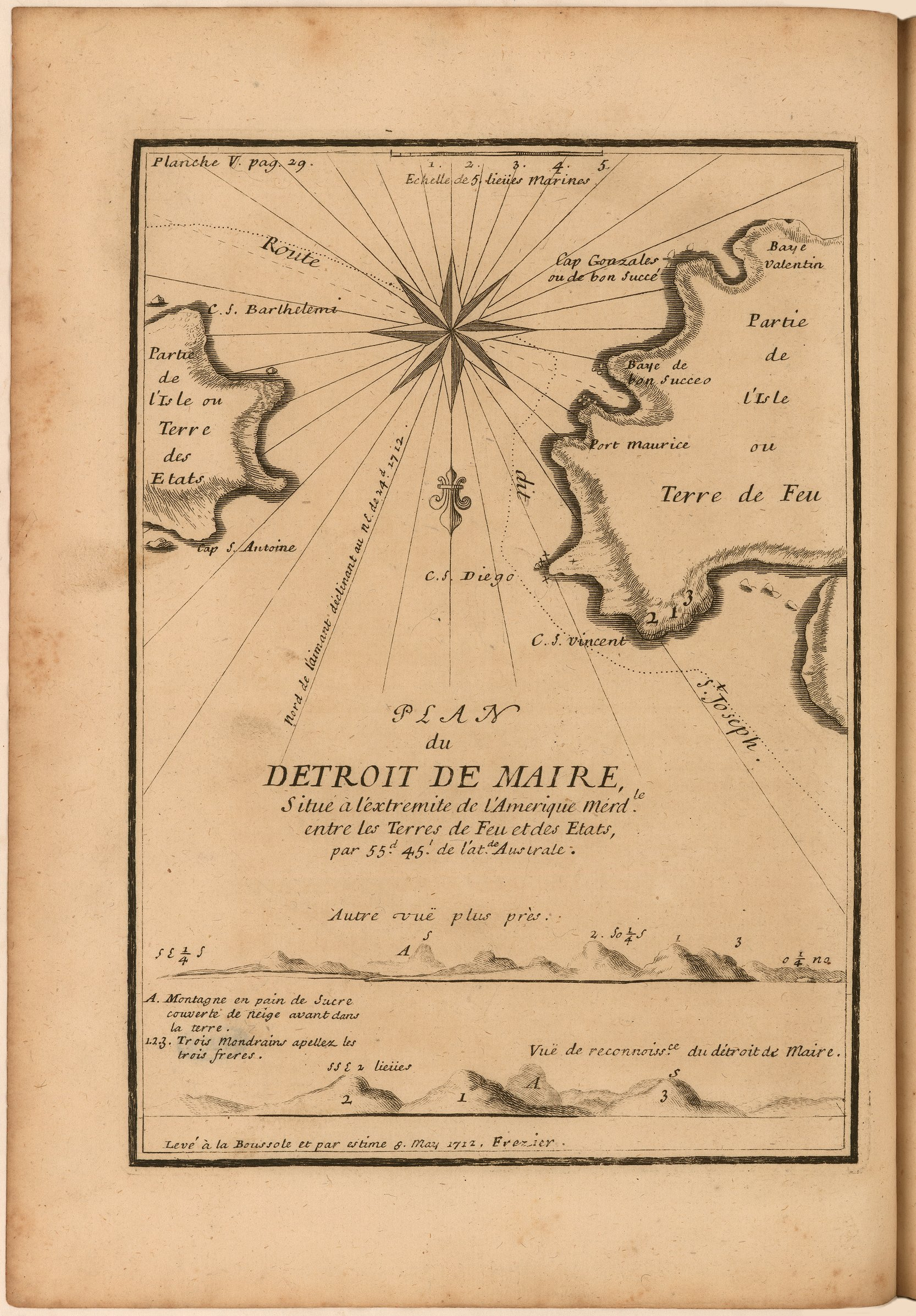
Estreito de le Maire (1717)
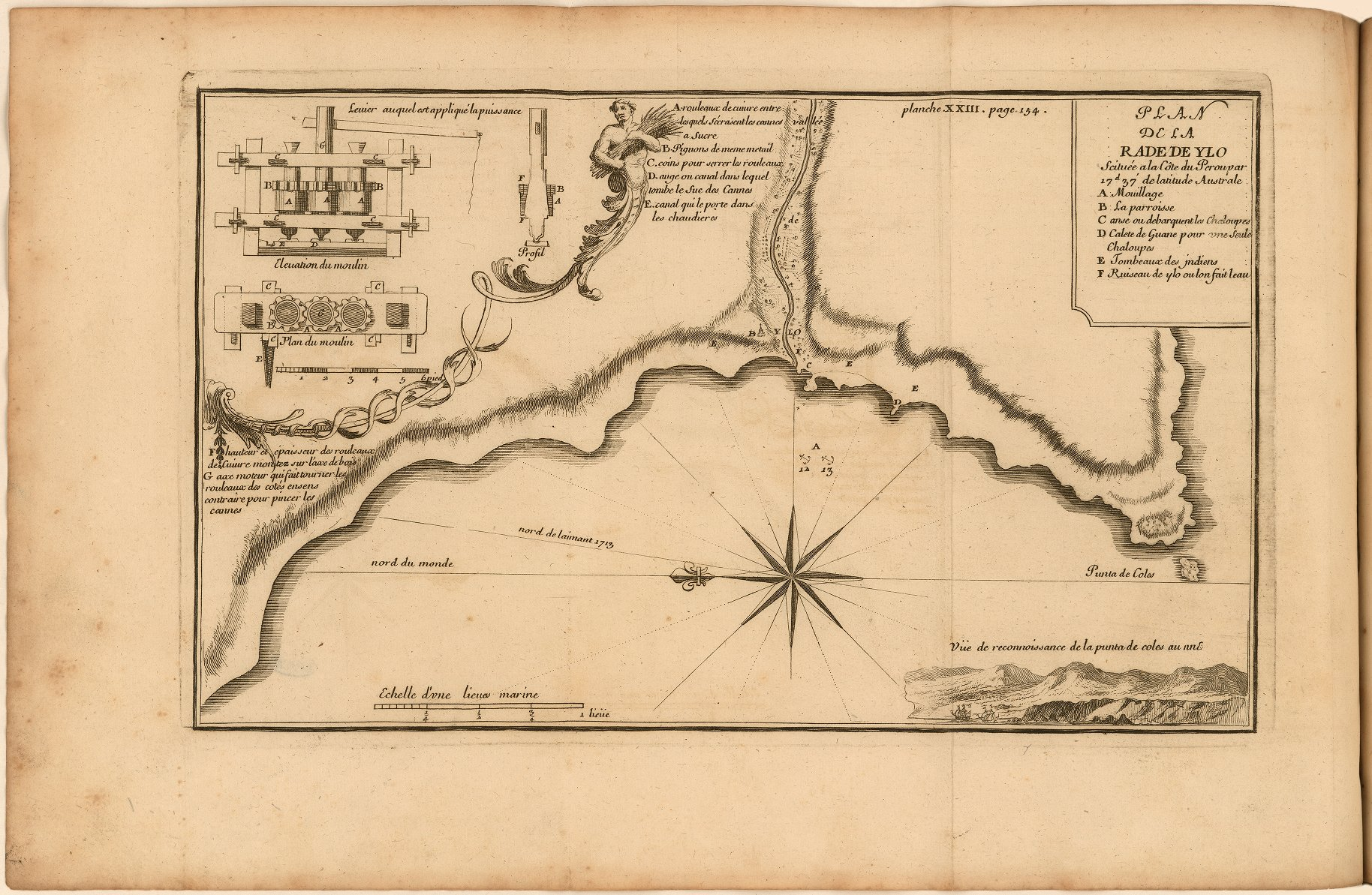
Ilo, Peru (1717)
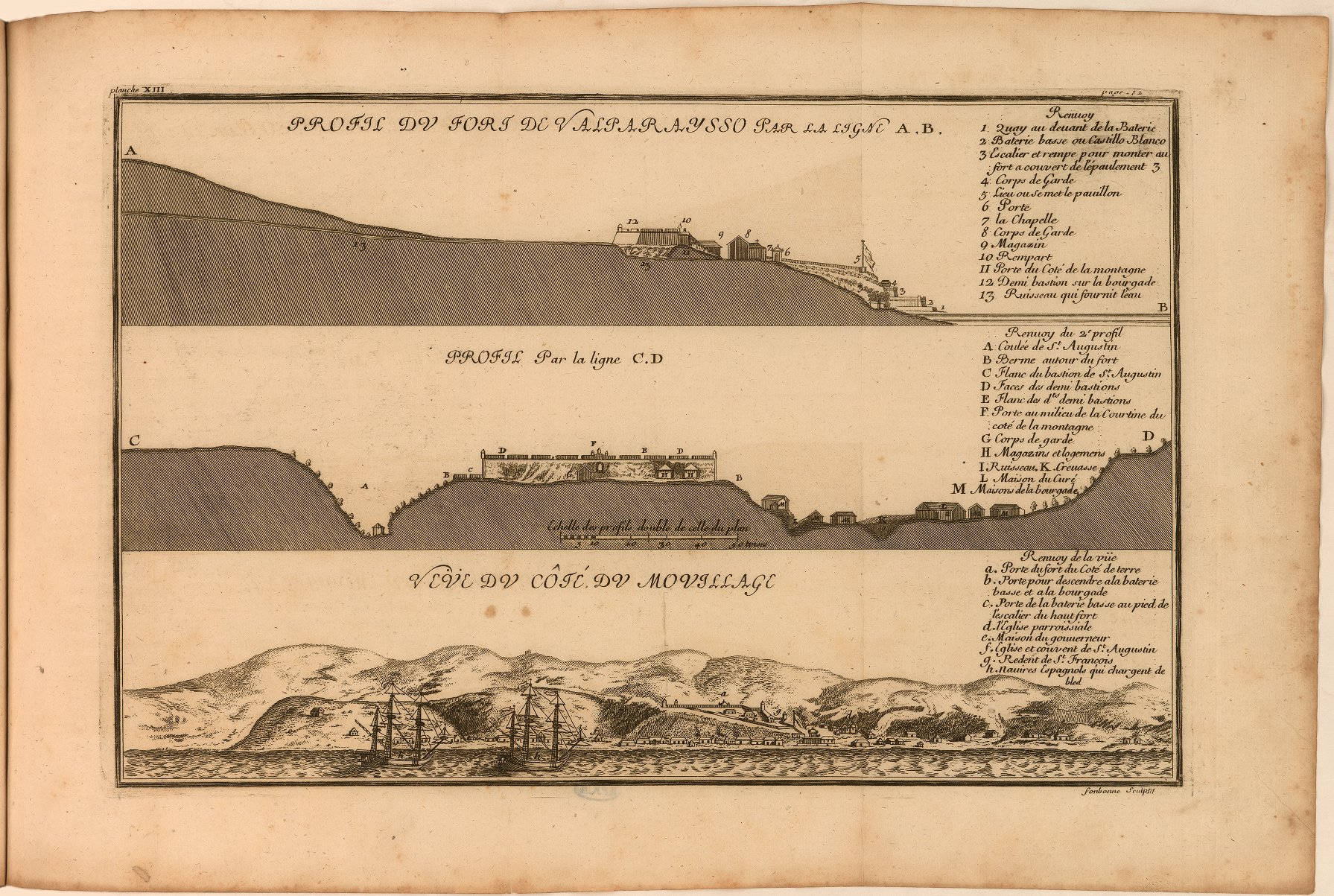
Valparaíso, Chile (1717)
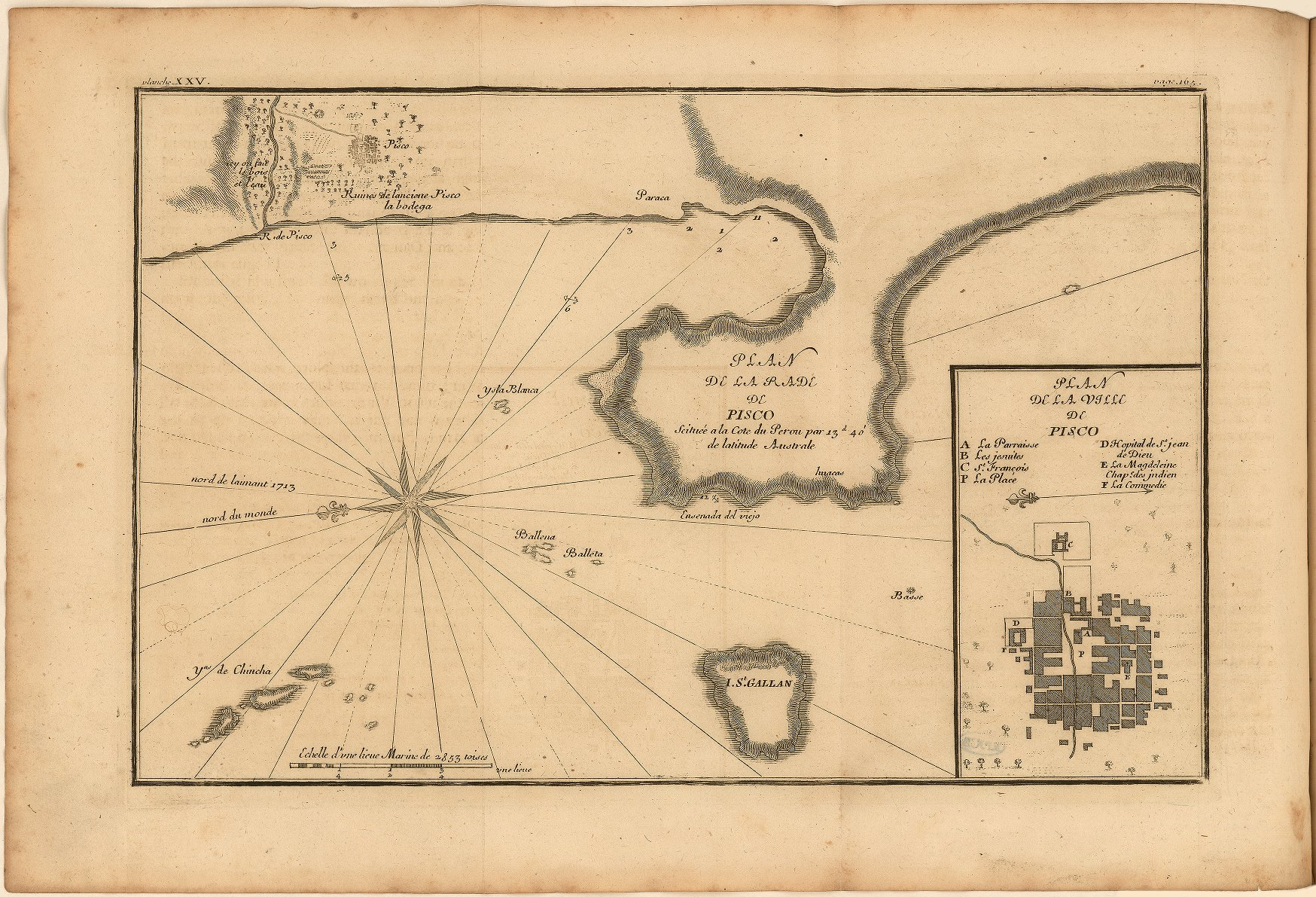
Pisco, Peru (1717)
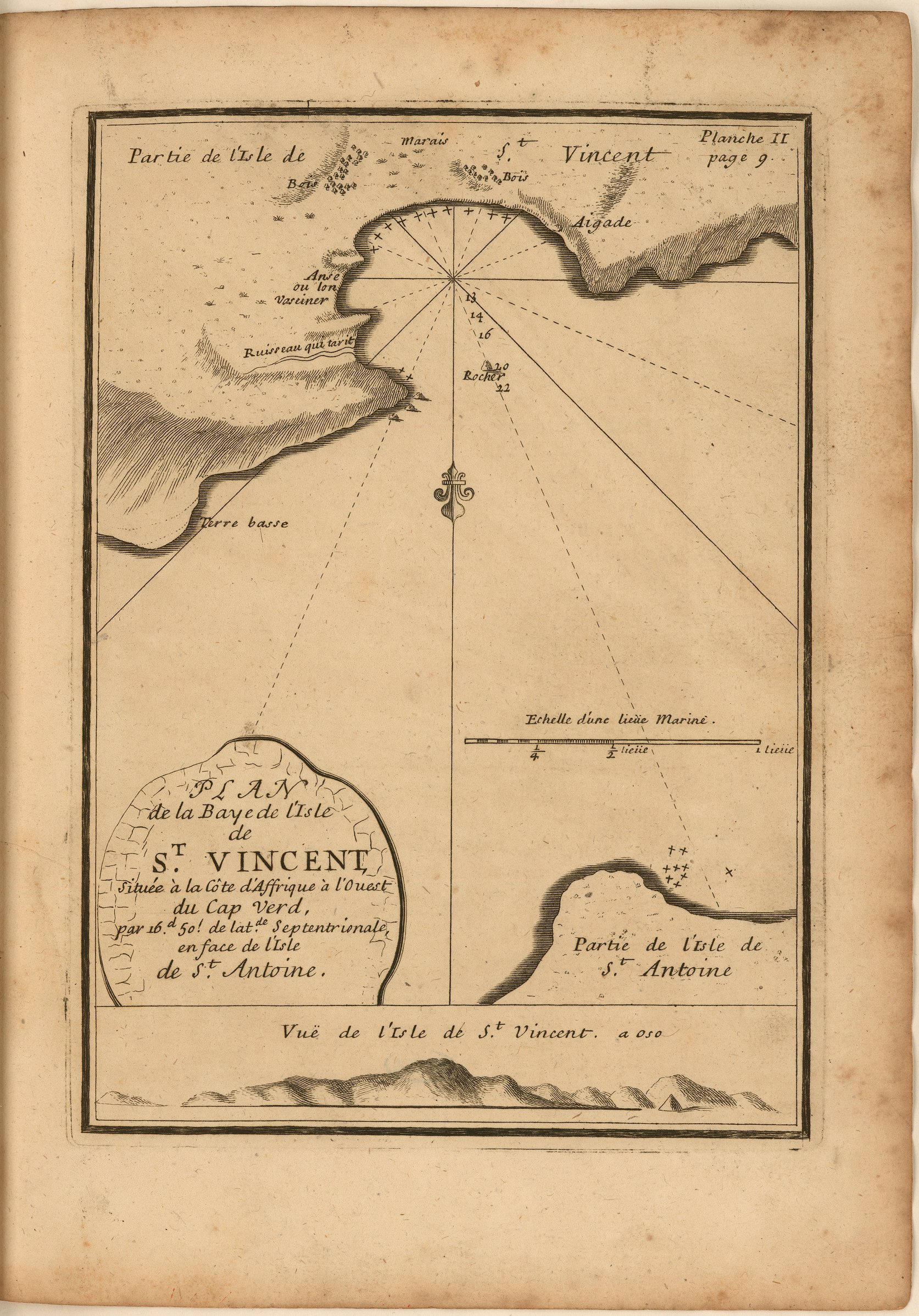
São Vincente, Cabo Verde (1717)
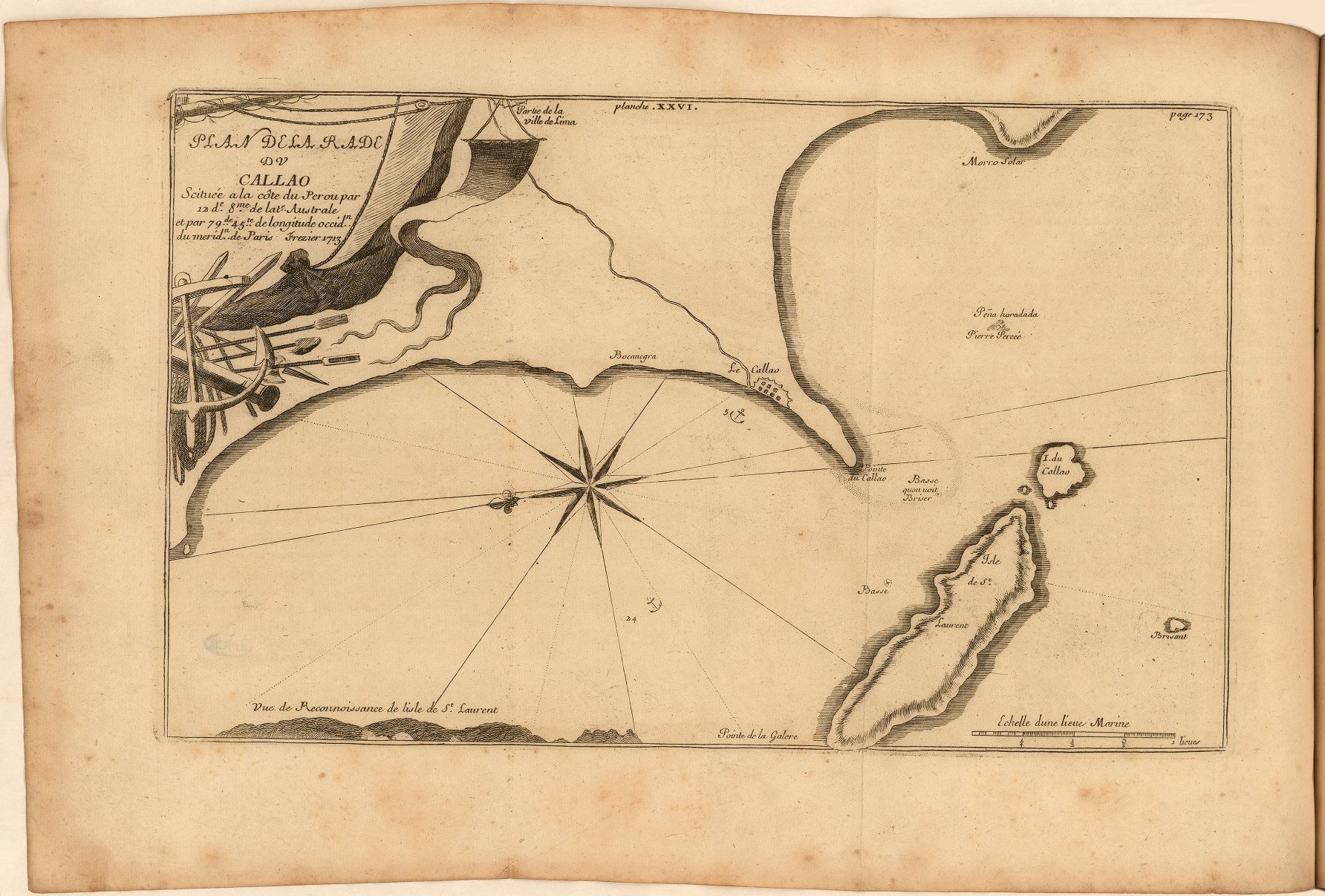
Callao, Peru (1717)
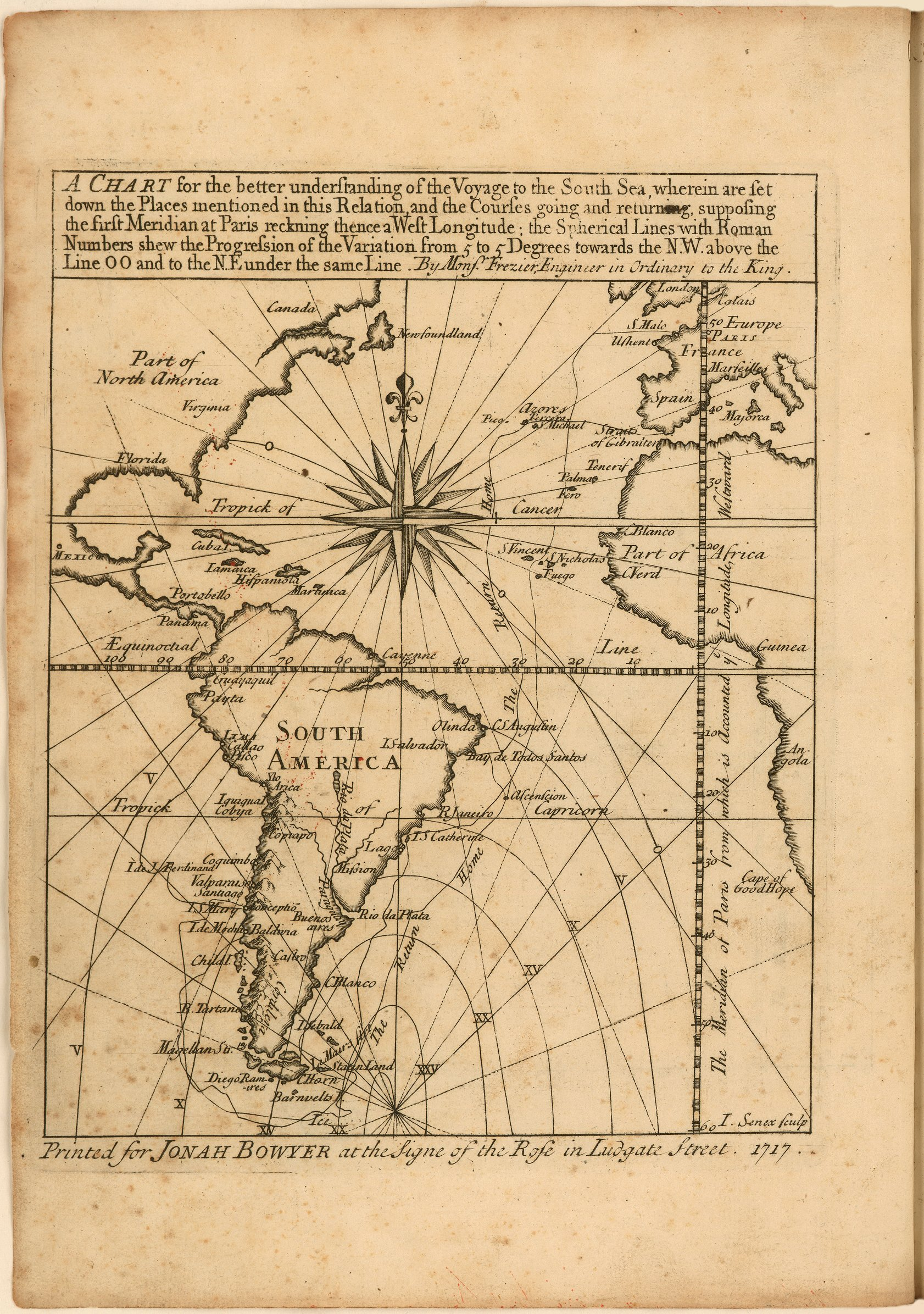
Frontispicio de A voyage to the South-sea... (1717)
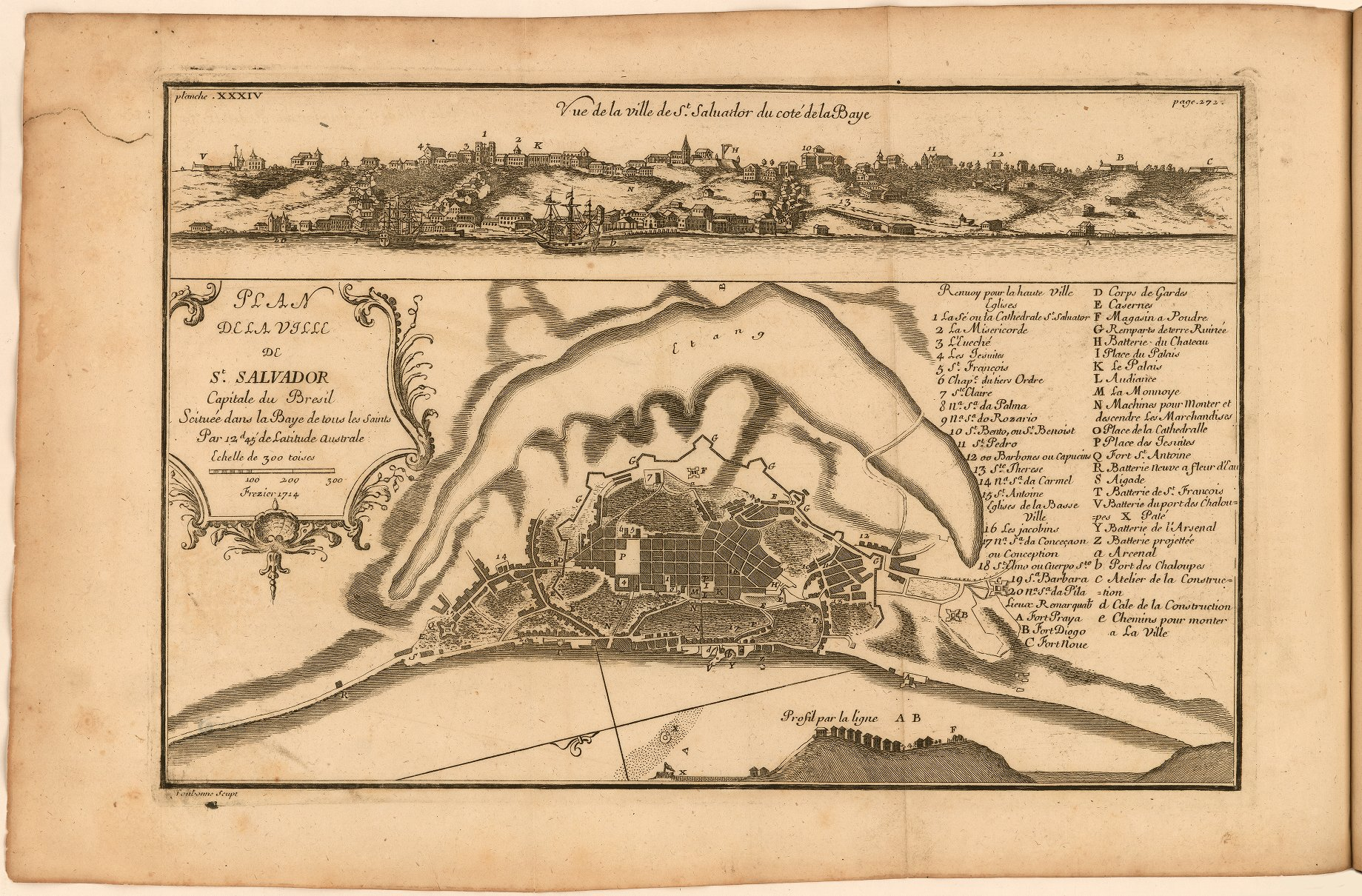
São Salvador da Bahia de Todos os Santos, Brazil (1717)
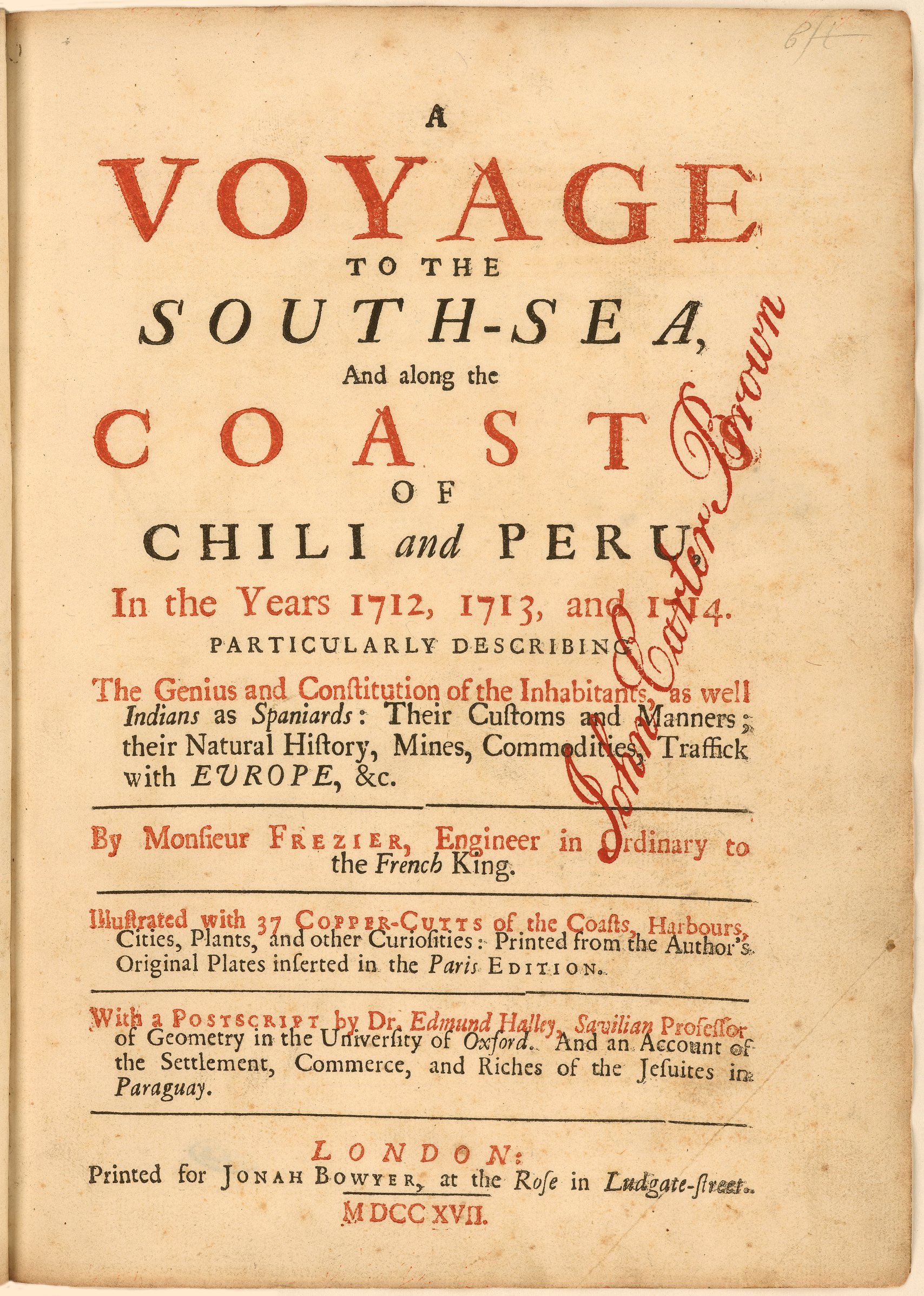
Página titular de A voyage to the South sea... (1717)
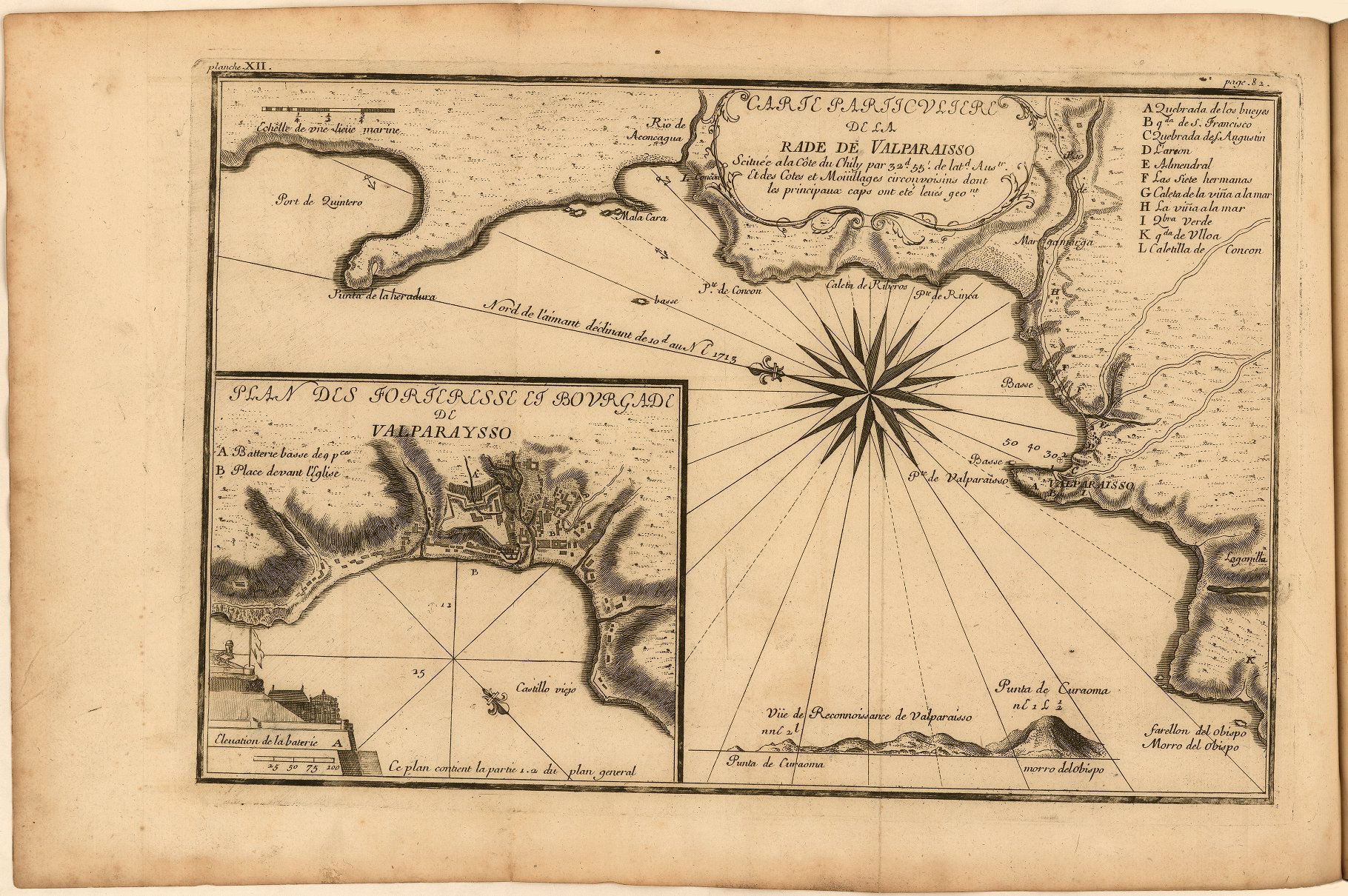
Valparaíso, Chile (1717)
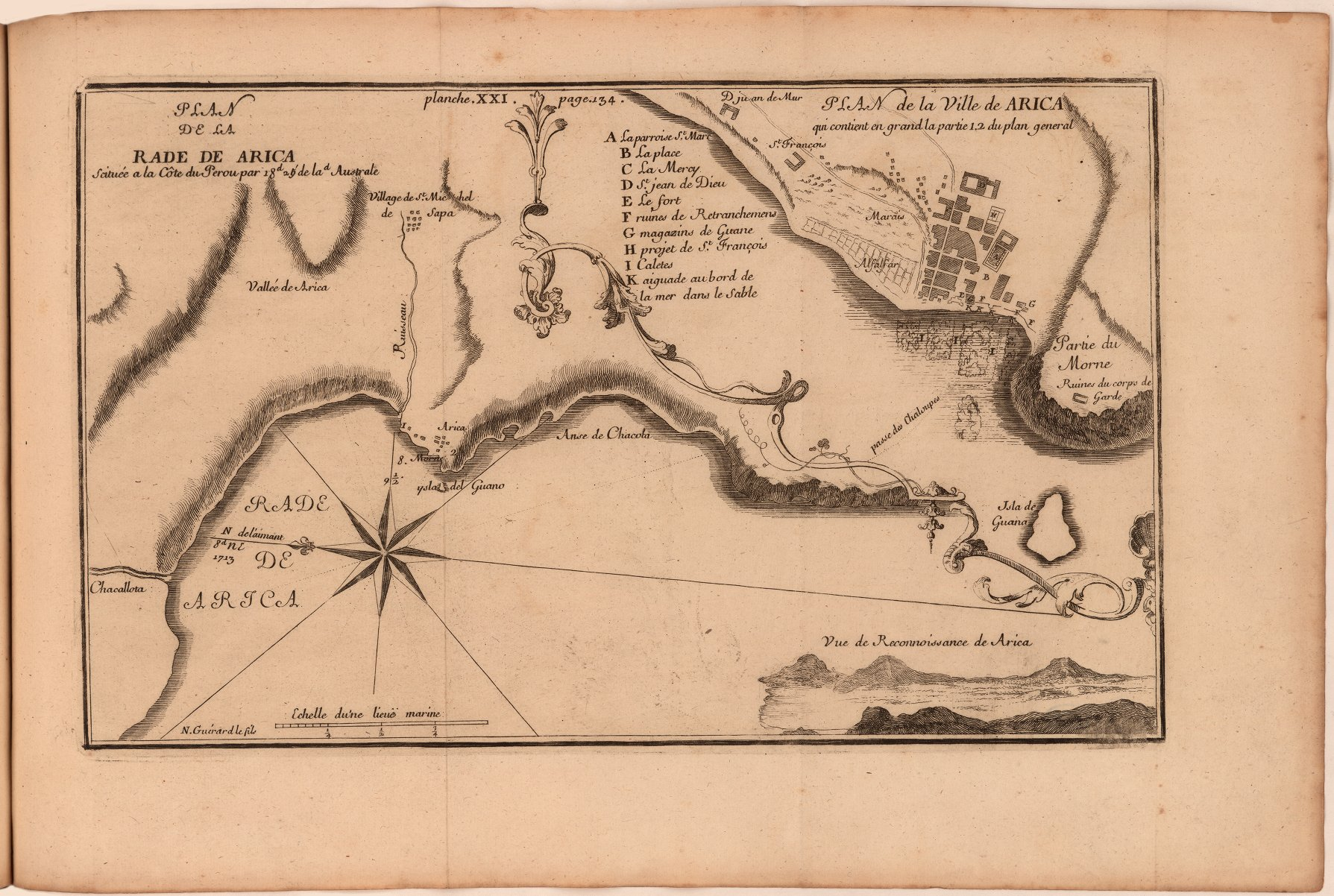
Arica, Chile (1717)
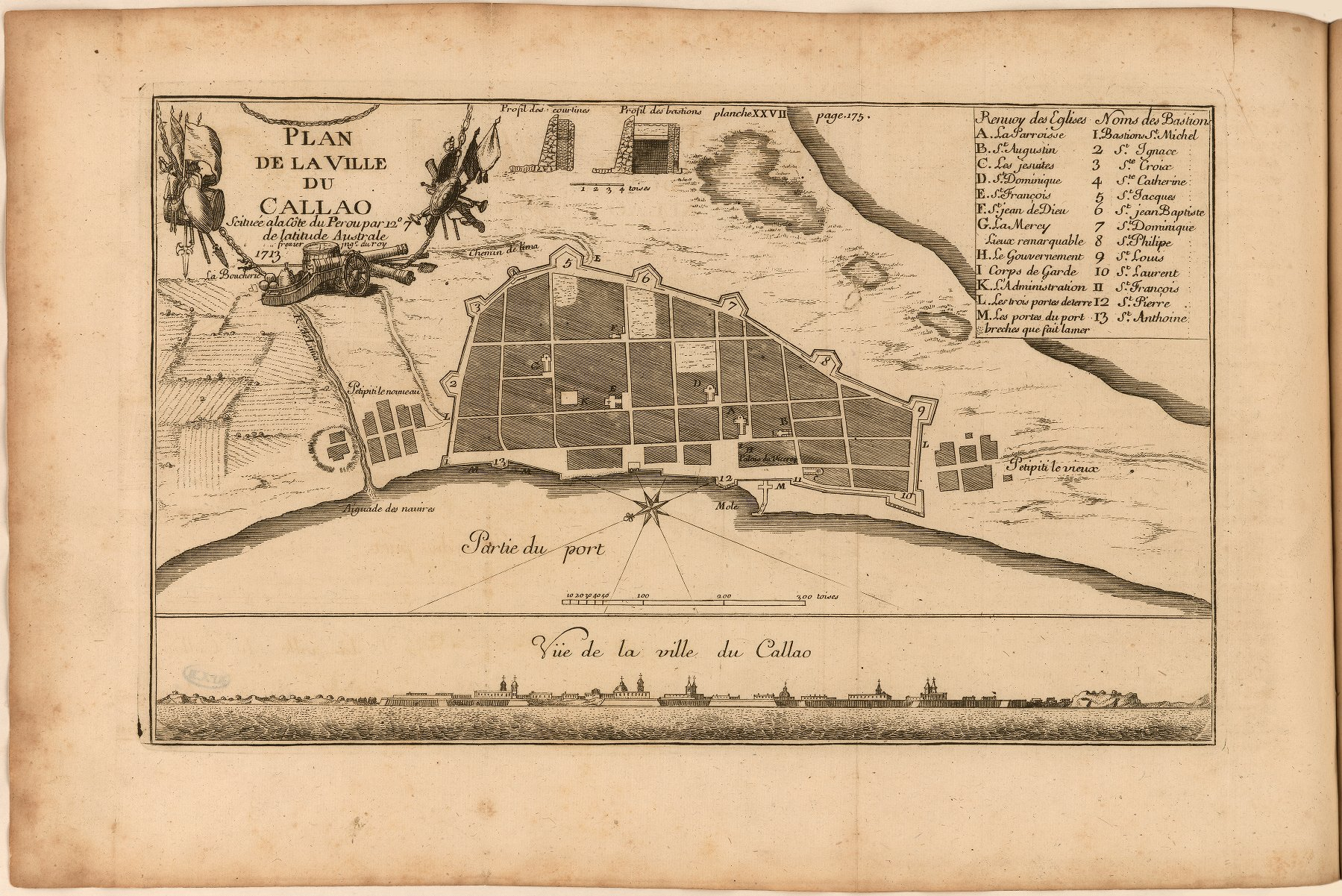
Callao, Peru (1717)
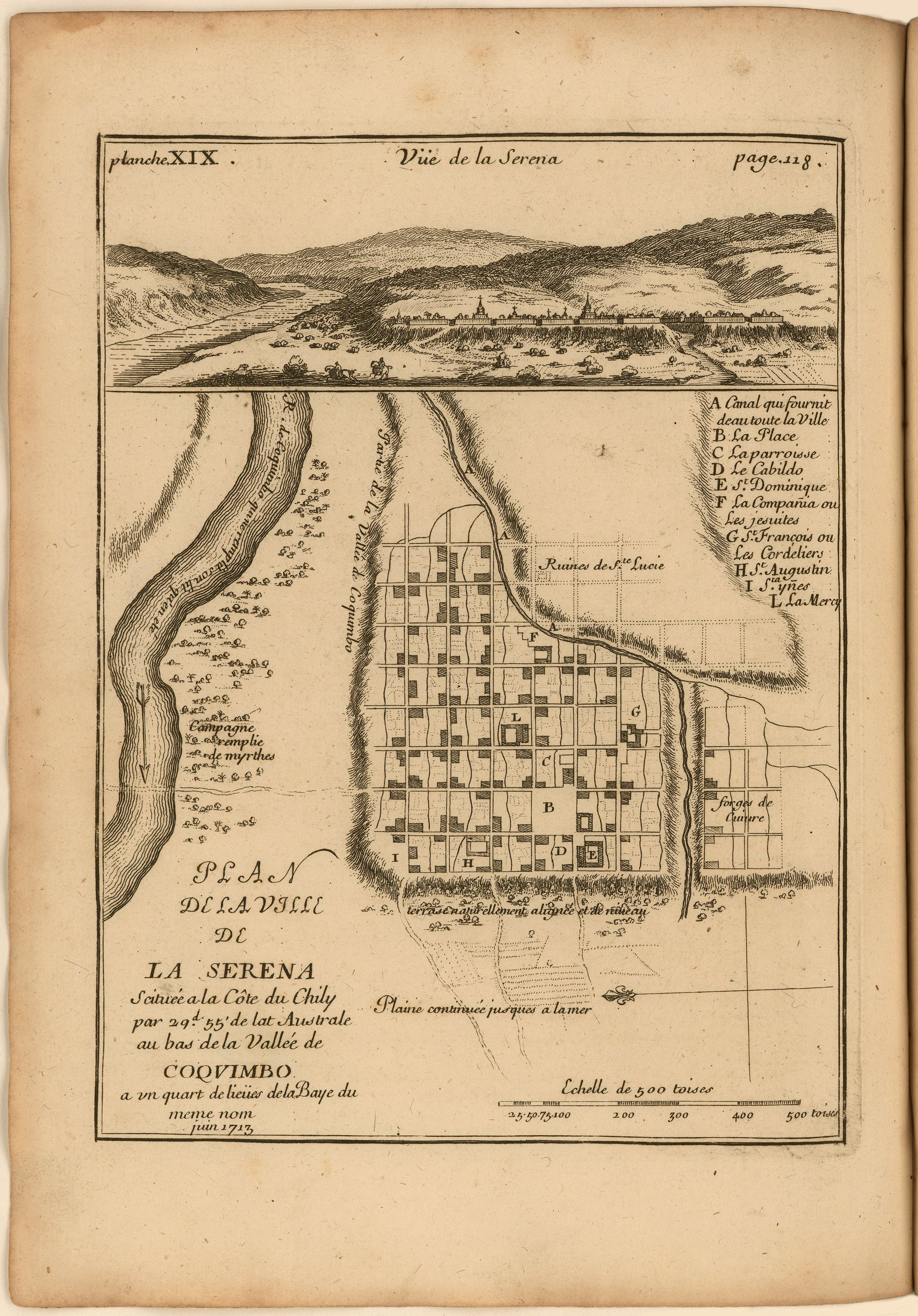
La Serena, Chile (1717)